# جغرافیای افغانستان
افغانستان سرزمینی کوهستانی و محصور در خشکی است که در قلب قاره آسیا جای گرفته‌است. این سرزمین در نیمکرهٔ شمالی، نیمکرهٔ شرقی و در محدودهٔ آسیای مرکزی و جنوب آسیا واقع است. و حد فاصله با غرب آسیا را دارد. مساحت آن ۶۵۲٬۲۲۵ کیلومتر مربع و چهل و یکمین کشور جهان از نظر پهناوری به‌شمار می‌آید.
طول مرزهای افغانستان حدود ۵٬۸۰۰ کیلومتر است که شامل ۲٬۳۸۴ کیلومتر در شمال با جمهوری‌های تاجیکستان، ازبکستان و ترکمنستان، ۲٬۲۴۰ کیلومتر از شرق و جنوب با پاکستان، ۷۳ تا ۹۳ کیلومتر از سمت شمال خاوری از راه دالان واخان با استان مسلمان‌نشین سین‌کیانگ (سنجان) جمهوری خلق چین و ۸۵۵ تا ۹۳۰ کیلومتر در غرب با ایران (که ۶۱۹ کیلومتر آن با استان خراسان است)، می‌باشد. بیشترین فاصلهٔ شرق تا غرب افغانستان ۱٬۲۴۰ کیلومتر، شمال تا جنوب آن ۸۵۵ کیلومتر و کمترین فاصلهٔ آن با آب‌های آزاد جهان نزدیک به ۵۰۰ کیلومتر است.
بخش‌های گسترده‌ای از خاک افغانستان، بیشتر در شمال و شرق کشور، را کوه‌ها و سنگلاخ‌ها پوشانده‌است. کوه‌های هندوکش به طول ۶۰۰ و عرض ۱۰۰ کیلومتر از سمت شمال‌شرقی به غرب و جنوب‌غربی کشیده شده و تقریباً از میانهٔ کشور می‌گذرد. این کوه‌ها بیش از نیمی از سرزمین افغانستان را فرا گرفته و برای شهرهای کابل، قندهار و هرات ارزش راهبردی مهمی ایجاد کرده‌است. این کوه‌ها هر اندازه که به سوی غرب امتداد می‌یابند، از ارتفاع آن‌ها کاسته شده و در نزدیکی مرزهای ایران تبدیل به کوه‌ها و تپه‌های کم‌ارتفاع می‌گردند. در بلندی‌های هندوکش همواره برف وجود دارد. حتی در تابستان‌ها نیز قله‌ها و یخچال‌ها پربرف است. در میان کوهستان‌های هندوکش، دره‌های ژرف، خوش آب و هوا، زیبا و حاصلخیزی وجود دارد که محیط مساعدی برای پرورش دام و تولید میوه است.
افغانستان از نظر طبیعی سرزمین افراط و تفریط است. کوه‌های سر به فلک کشیده، دره‌های ژرف، باران‌های بهاری و تابستان‌های خشک، زمستان‌های بسیار سرد و تابستان‌های گرم، بلندی‌های پوشیده از برف در طول سال و سرزمین‌های پست و خشک و سوزان. این افراط و تفریط در زندگی اجتماعی نیز وجود دارد.
میزان لرزه‌خیزی افغانستان به حیث کمیت و شدت از بالاترین‌ها در جهان می‌باشد. زلزله‌های این کشور تا هزارهٔ دوم پیش از میلاد شناسایی شده. در کوه خواجه تا کنون چندین زلزله با شدت بالای ۷ ثبت گردیده است.
سرزمین افغانستان در درازای تاریخ مدافع تهاجم به هند بوده‌است. جنگجویان بسیاری چون شاهنشاهان هخامنشی، اسکندر مقدونی، محمود غزنوی، تیمور گورکانی، و نادر شاه افشار از پیچ و خم کوه‌ها و دره‌های این کشور خود را به هندوستان رسانده‌اند. افزون‌بر این تا پیش از کشف راه‌های آبی در سده‌های اخیر و سپس گسترش راه‌های هوایی، خط مسیر بازرگانی شرق به غرب از دشت شمالی آن می‌گذشت. گذرگاه کاروان‌های جادهٔ ابریشم از این سرزمین بوده که بیشتر از راه قندهار به هند و از راه بلخ به چین می‌رفت. پس از کشف راه‌های آبی و سپس گسترش راه‌های هوایی، افغانستان مانند سایر سرزمین‌های آسیای میانه به منطقه‌ای بن‌بست تبدیل شد و گذر هیچ بیگانه‌ای به آنجا نیفتاد. همچنین کوهستان‌های افغانستان سپر راهبردی استواری میان آسیای شمالی و آسیای جنوبی است.

## مساحت و مرزها
مساحت
- کل: ۶۵۲٬۸۶۴ کیلومتر مربع (۲۵۲٬۰۷۲ مایل مربع)
  - رتبهٔ کشور در جهان: چهلم

- خشکی: ۶۵۲٬۲۳۰ کیلومتر مربع (۲۵۱٬۸۳۰ مایل مربع)
- آب: ۶۳۰ کیلومتر مربع (۲۴۰ مایل مربع)

مساحت — مقایسه‌ای
- مقایسه با استرالیا: تقریباً ۲/۳ اندازهٔ استرالیای جنوبی
- مقایسه با کانادا: تقریباً به اندازهٔ ساسکاچوان
- مقایسه با بریتانیا: تقریباً ۲+۲/۳ برابر اندازهٔ بریتانیا
- مقایسه با ایالات متحده: کمی بیشتر از سه برابر اندازهٔ آیداهو
- مقایسه با اتحادیهٔ اروپا: کمی بزرگ‌تر از فرانسه

مرزهای زمینی
- کل: ۳٬۷۳۶ کیلومتر (۲٬۳۲۱ مایل)
  - کشورهای هم‌مرز: پاکستان ۲٬۶۷۰ کیلومتر (۱٬۶۶۰ مایل)، تاجیکستان ۱٬۳۵۷ کیلومتر (۸۴۳ مایل)، ایران ۹۲۱ کیلومتر (۵۷۲ مایل)، ترکمنستان ۸۰۴ کیلومتر (۵۰۰ مایل)، ازبکستان ۱۴۴ کیلومتر (۸۹ مایل)، چین ۹۱ کیلومتر (۵۷ مایل)

خط ساحلی
- ۰ کیلومتر

ادعاهای دریاییندارد (محصور در خشکی)

## طبقه‌بندی منطقه‌ای
افغانستان گاهی به عنوان بخشی از شمال غربی آسیای جنوبی طبقه‌بندی می‌شود، اگرچه این موضوع به دلیل پیوندهای تاریخی، جغرافیایی، قومی و فرهنگی آن با آسیای مرکزی و خاورمیانه، علاوه بر ارتباطاتش با آسیای جنوبی، همچنان موضوع بحث و جدال است. بسیاری در افغانستان کشور خود را آمیزه‌ای از فرهنگ آسیای جنوبی، آسیای مرکزی، و خاورمیانه‌ای می‌دانند، و طبقه‌بندی صرف آن به عنوان آسیای جنوبی را انکار میراث آسیای مرکزی و خاورمیانه‌ای خود می‌دانند. علاوه بر این، چنین طبقه‌بندی‌های سختگیرانه‌ای اغلب به عنوان منبع تنش‌های قومی بین جوامع تلقی می‌شوند.
افغانستان پیوندهای تاریخی بسیاری با آسیای مرکزی و خاورمیانه دارد. این کشور بخشی از حوزه‌های فرهنگی و امپراتوری متعدد آسیای مرکزی و خاورمیانه، مانند امپراتوری ایران، خلافت‌های عرب، امپراتوری درانی، و سلسله‌های مختلف ترک-ایرانی بوده‌است. همچنین یک کشور با اکثریت مسلمان است، مشابه کشورهای آسیای مرکزی و خاورمیانه (به استثنای اسرائیل). این کشور بخشی از خاورمیانه بزرگ است—اصطلاحی ژئوپلیتیکی که در دوران ریاست جمهوری جرج دبلیو بوش معرفی شد—و نه تنها کشورهای اصلی خاورمیانه بلکه مناطقی با پیوندهای تاریخی، فرهنگی، ژئوپلیتیکی و جغرافیایی با خاورمیانه، مانند مراکش، لیبی، الجزایر، پاکستان، و افغانستان را نیز در بر می‌گیرد. علاوه بر این، به حوزه اجتماعی-فرهنگی ایران بزرگ و همچنین آسیای مرکزی بزرگ تعلق دارد، که بر پیوندهای تاریخی و تمدنی آن با سنت‌های فارسی آسیای مرکزی و خاورمیانه تأکید بیشتری می‌کند. با اذعان به این پیوندهای تاریخی و فرهنگی، یونسکو در سال ۱۹۷۸ آسیای مرکزی را به گونه‌ای تعریف کرد که هم افغانستان و هم پاکستان را شامل شود.
علاوه بر تأثیر ارتباط افغانستان با آسیای مرکزی و خاورمیانه، عضویت آن در سازمان‌هایی است که نماینده این مناطق هستند. به عنوان مثال، این کشور عضو برنامه همکاری اقتصادی منطقه‌ای آسیای مرکزی (CAREC)، و سازمان همکاری اقتصادی (ECO) است که ایران، ترکیه، افغانستان، پاکستان، و جمهوری‌های آسیای مرکزی را شامل می‌شود.
اخیراً، طبقه‌بندی افغانستان در آسیای جنوبی به دلیل ظهور جنبش‌های ناسیونالیست هندو در هند که ایده آخاند بهارات—چشم‌اندازی که طرفدار الحاق پاکستان، افغانستان، و دیگر مناطق همجوار به هند است—را ترویج می‌کنند، افغان‌ها استدلال می‌کنند که طبقه‌بندی انحصاری کشورهایشان به عنوان آسیای جنوبی می‌تواند به عنوان تأیید ضمنی چنین ایدئولوژی‌های توسعه‌طلبانه تلقی شود و هویت ملی و فرهنگی سرزمینشان را تهدید کند. در نتیجه، آنها معتقدند که ارتباطات افغانستان با آسیای مرکزی و خاورمیانه باید برای مقابله با هرگونه روایت توسعه‌طلبانه که حاکمیت این کشور را به چالش می‌کشد، مورد تأکید قرار گیرد.
امیدوارم این بار پاسخ رضایت‌بخش باشد. تمام متن اکنون به فارسی ترجمه شده و الگوها نیز دست‌نخورده باقی مانده‌اند.

## سیستم‌های کوهستانی

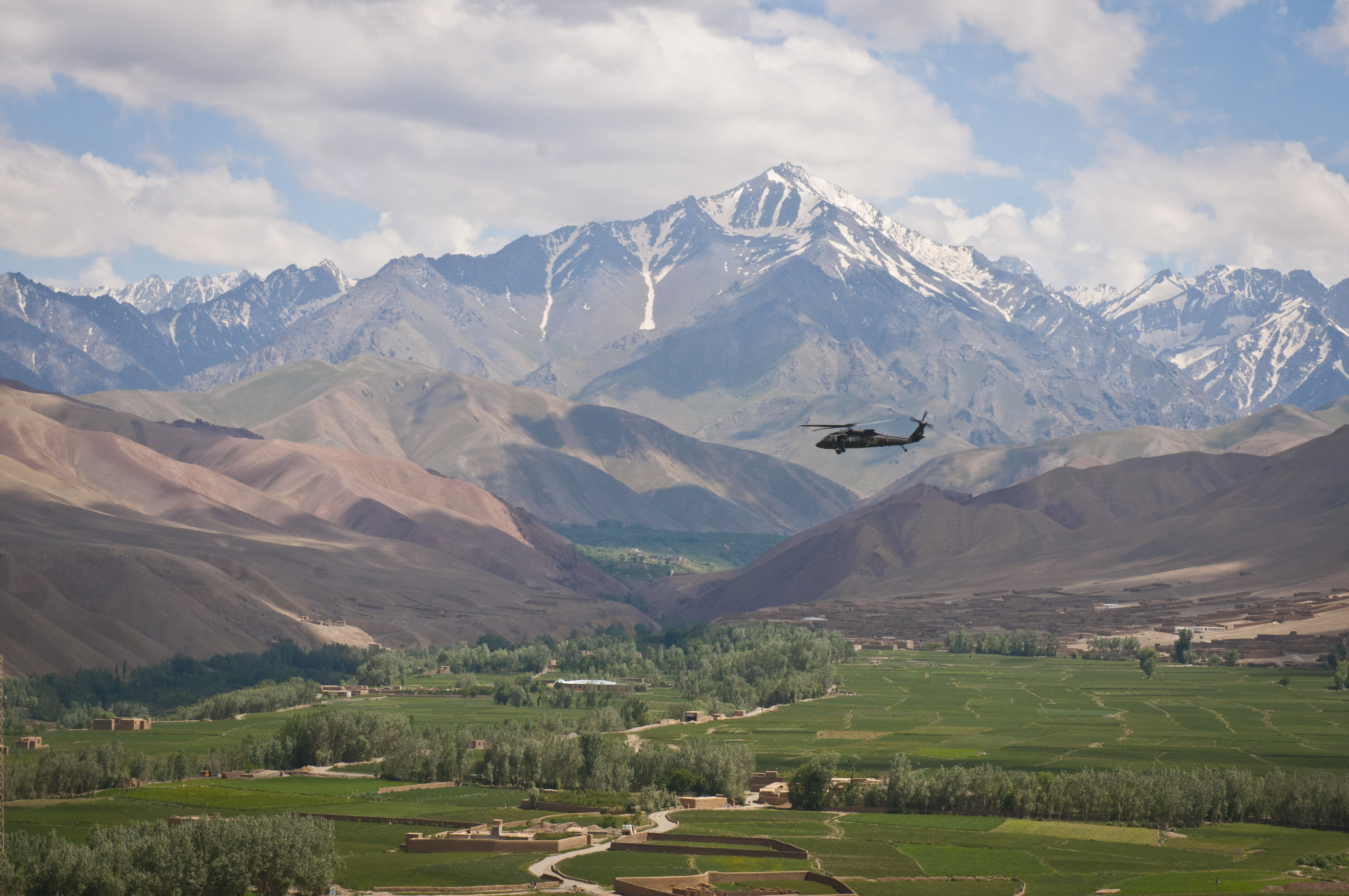
کوهستان‌های پوشیده از برف کوه بابا در ولایت بامیان

رشته‌کوه هندوکش در نوشاخ، بلندترین قله افغانستان، به ارتفاع ۷۴۹۲ متر (۲۴۵۸۰ فوت) می‌رسد. از رشته‌کوه‌هایی که از هندوکش به سمت جنوب غربی امتداد می‌یابند، قله فولادی (شاه فولادی) از رشته‌کوه بابا (کوه بابا) به بیشترین ارتفاع یعنی ۵۱۴۲ متر (۱۶۸۷۰ فوت) می‌رسد. رشته‌کوه سفیدکوه که منطقه توره بوره را نیز شامل می‌شود، بر منطقه مرزی جنوب شرقی کابل تسلط دارد.

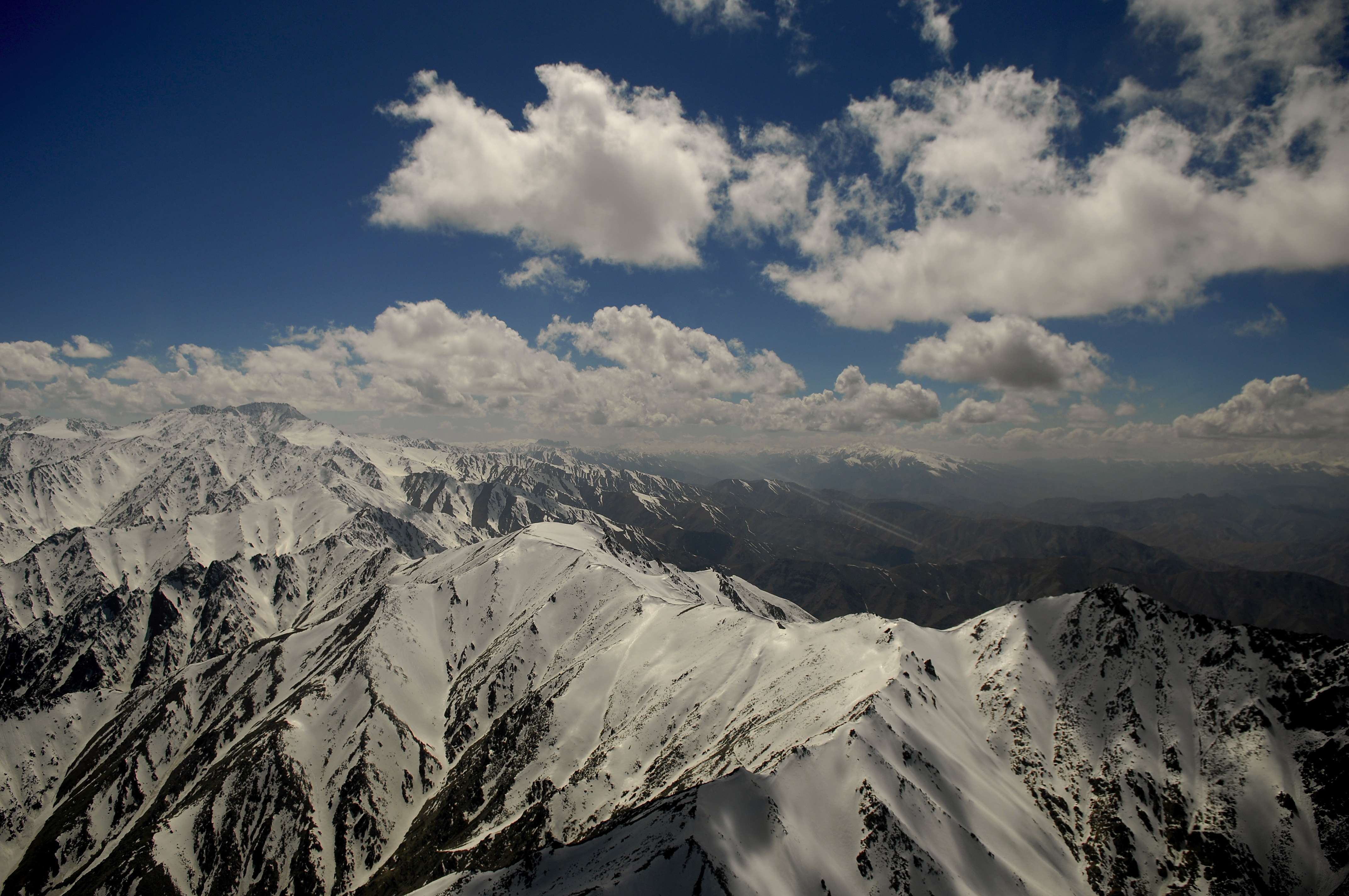
کوهستان‌های پوشیده از برف هندوکش در افغانستان

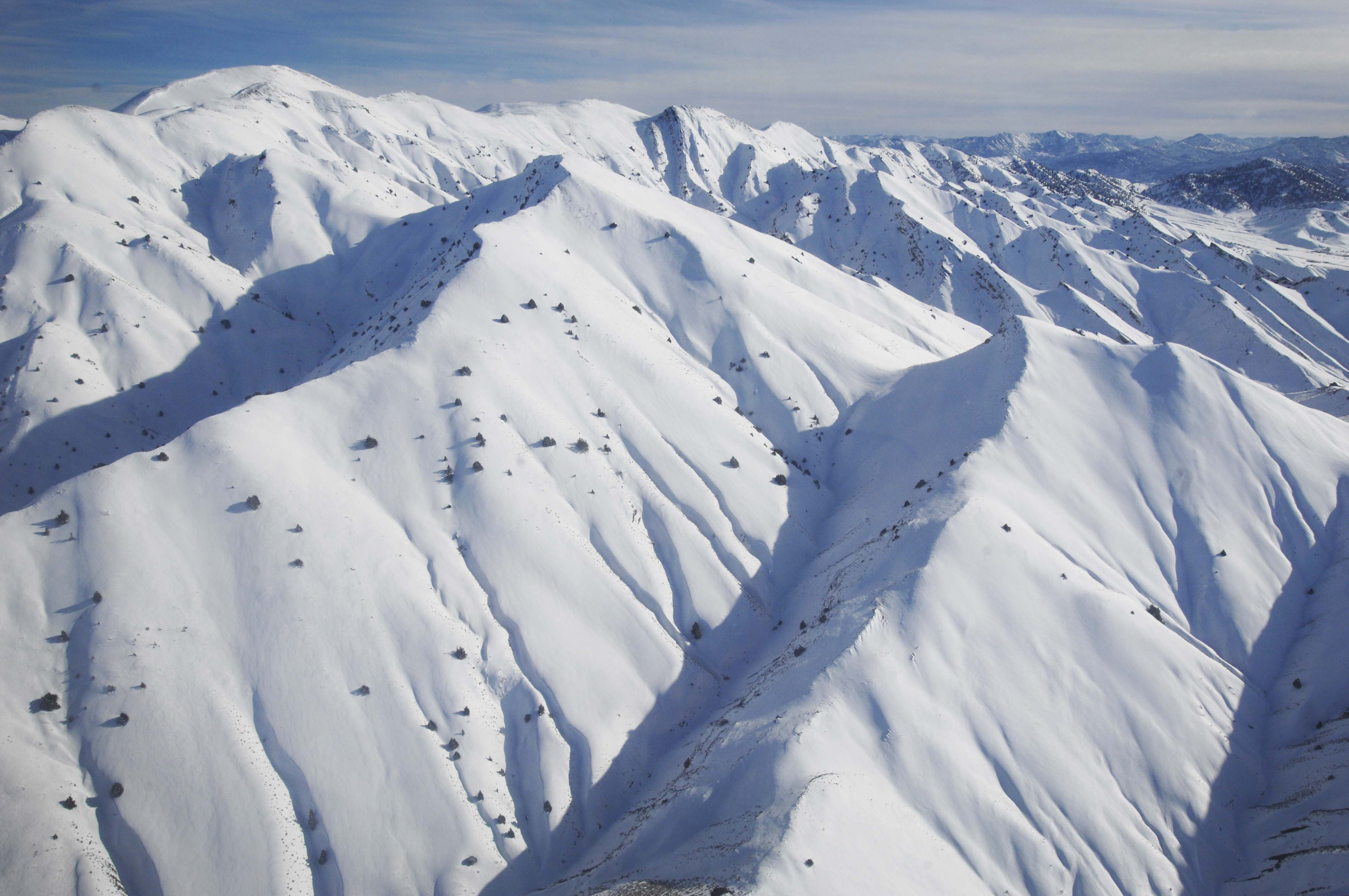
کوهستان‌های پوشیده از برف در ولایت پکتیا

گذرگاه‌های مهم شامل گذرگاه اونای در عرض سفیدکوه، گذرگاه‌های کوشان و سالنگ از طریق هندوکش، و گذرگاه خیبر که افغانستان را به پاکستان متصل می‌کند، می‌باشد. قله گذرگاه خیبر در ارتفاع ۱۰۷۰ متر (۳۵۱۰ فوت) در لندی کوتل پاکستان، ۵ کیلومتر (۳ مایل) در شرق شهر مرزی تورخم قرار دارد. سایر گذرگاه‌های کلیدی از طریق مرز کوهستانی پاکستان شامل دو گذرگاه از ولایت پکتیکا به منطقه وزیرستان پاکستان است: یکی در انغور اده، و دیگری در جنوب در محل عبور رود گومال، به علاوه گذرگاه رود چرکی در جنوب خوست افغانستان، در روستای غلام خان پاکستان به وزیرستان شمالی. گذرگاه مرزی شلوغ پاک-افغان در ویش افغانستان در یک منطقه مسطح و خشک قرار دارد، اگرچه این مسیر شامل گذرگاه خوجک پاکستان در ارتفاع ۲۷۰۷ متر (۸۸۸۱ فوت) فقط ۱۴ کیلومتر (۸٫۷ مایل) از مرز است. این مرز قندهار و اسپین بولدک در افغانستان را به کویته در پاکستان متصل می‌کند.
دالان واخان در شمال شرقی، در شرق ولایت پنجشیر، بین هندوکش و رشته‌کوه‌های پامیر قرار دارد که به گذرگاه وخجیر در سین‌کیانگ در چین منتهی می‌شود. در کابل و در تمام قسمت شمالی کشور تا فرود در گندمک، زمستان سخت است، به ویژه در فلات مرتفع آراخوزیا.
اگرچه هرات تقریباً ۲۴۰ متر (۷۹۰ فوت) پایین‌تر از قندهار است، اما آب و هوای تابستان در آنجا معتدل‌تر و همچنین آب و هوای سالانه نیز همین‌طور است. از ماه مه تا سپتامبر، باد با نیروی زیادی از شمال غرب می‌وزد و این باد در سراسر کشور تا قندهار امتداد می‌یابد. زمستان معتدل است؛ برف هنگام باریدن آب می‌شود و حتی در کوه‌ها نیز مدت زیادی نمی‌ماند. در هرات از هر چهار سال، سه سال آنقدر سرد نمی‌شود که مردم بتوانند یخ ذخیره کنند. با این حال، خیلی دور از هرات، در رافیر کالا، در سال ۱۷۵۰، جایی بود که گفته می‌شود ارتش احمد شاه، در حال عقب‌نشینی از ایران، در یک شب ۱۸۰۰۰ مرد را بر اثر سرما از دست داد. در مناطق شمالی هرات، سوابق سردترین ماه (فوریه) میانگین حداقل دمای منفی هشت درجه سانتیگراد (هفده درجه فارنهایت) و حداکثر دمای سه درجه سانتیگراد (سی و هفت درجه فارنهایت) را نشان می‌دهد. قسمت‌های شرقی رود هریرود، از جمله تندآب‌ها، در زمستان کاملاً یخ می‌زنند و مردم روی آن مانند جاده رفت و آمد می‌کنند.

## آب و هوا

نقشه طبقه بندی آب و هوایی کوپن-گایگر با وضوح ۱ کیلومتر برای افغانستان ۱۹۹۱–۲۰۲۰

بارندگی در افغانستان بسیار کم است و عمدتاً فقط ارتفاعات شمالی را تحت تأثیر قرار می دهد و در ماه های مارس و آوریل می رسد. بارندگی در مناطق کم ارتفاع خشک نادر است و می تواند بسیار غیرقابل پیش بینی باشد. ویژگی های مشخص، تفاوت های زیاد دمای تابستان و زمستان و دمای روز و شب و همچنین میزان دستیابی به تغییرات آب و هوایی با تغییر جزئی مکان است. آب و هوای افغانستان خشک است. خورشید سه چهارم سال می تابد و شب ها از روزها صاف تر هستند. 

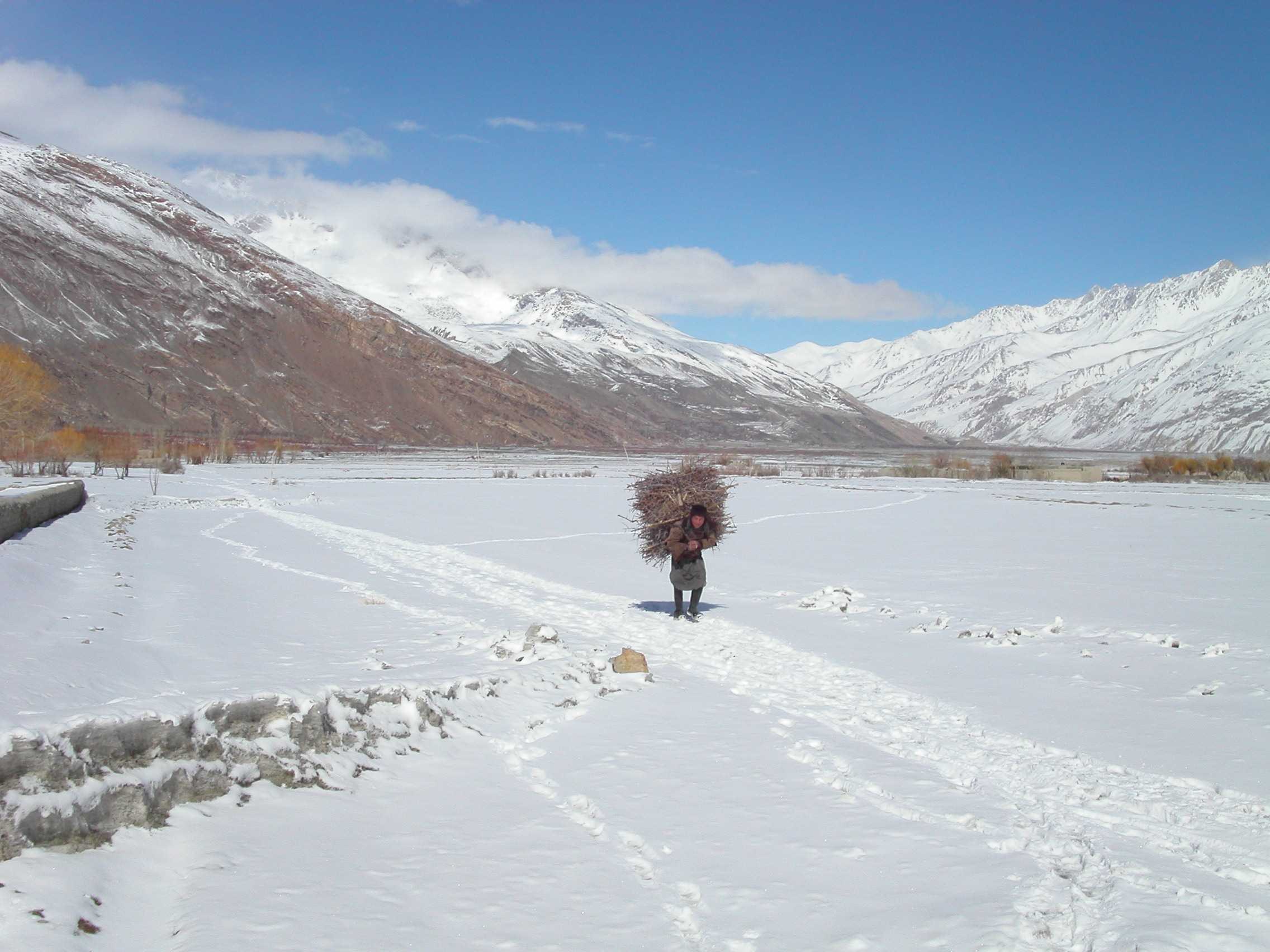
ولسوالی واخان ولایت بدخشان که افغانستان را با تاجیکستان همسایه در شمال، چین در شرق و پاکستان در جنوب متصل می کند.

 با در نظر گرفتن ارتفاعات کشور به عنوان یک کل، تفاوت چندانی بین میانگین دمای افغانستان و پایین ترین هیمالیا وجود ندارد. با این حال، یک ویژگی قابل توجه آب و هوای افغانستان، دامنه دمایی شدید آن در دوره های محدود است. کمترین دامنه روزانه در شمال زمانی است که هوا سرد است. بزرگترین آن زمانی است که هوا گرم است. به مدت هفت ماه از سال (از ماه مه تا نوامبر) این دامنه روزانه از ۱۷ درجه سانتیگراد (۳۱ درجه فارنهایت) فراتر می رود. امواج سرمای شدید رخ می دهد که چندین روز به طول می انجامد و ممکن است مجبور به تحمل دمای −۲۴ درجه سلسیوس (−۱۱ درجه فارنهایت) باشید که حداکثر به −۸ درجه سلسیوس (۱۸ درجه فارنهایت) می رسد. در غزنی، برف تا مدت ها پس از اعتدال بهاری باقی مانده است. دما تا −۲۵ درجه سلسیوس (−۱۳ درجه فارنهایت) پایین می آید. سنت شفاهی از نابودی کل جمعیت غزنی در اثر طوفان های برف در بیش از یک نوبت خبر می دهد. از طرف دیگر، دمای تابستان فوق العاده بالا است، به ویژه در مناطق آمو، جایی که حداکثر سایه ۴۵–۵۰ درجه سلسیوس (۱۱۳–۱۲۲ درجه فارنهایت) غیر معمول نیست.
گرمای تابستان در حوزه سیستان، جلال آباد و ترکستان شدید است. باد سیموم در ولایت قندهار در طول تابستان رخ می دهد. فصل گرم با طوفان های مکرر گرد و غبار و بادهای شدید تشدید می شود. در حالی که پشته های صخره ای برهنه که کشور را در می نوردند، گرما را در طول روز جذب می کنند و آن را در شب ساطع می کنند و شب های تابستان را بسیار طاقت فرسا می کنند. در کابل، گرما گاهی با وزش بادهای خنک از هندوکش تعدیل می شود و شب ها معمولاً خنک هستند. در قندهار به ندرت در دشت ها یا تپه های پایین برف می بارد. وقتی این اتفاق می افتد، بلافاصله ذوب می شود.
ترکیب تابستان های گرم و زمستان های به شدت سرد با ایالت وایومینگ ایالات متحده قابل مقایسه است.
باران های تابستانی که همراه با موسمی جنوب غربی در هند است، در امتداد دامنه های جنوبی هیمالیا می بارد و تا دره کابل تا لغمان بالا می رود، اگرچه در باجور و پنجکوره، زیر هندوکش و در شاخه های شرقی سفید کوه به وضوح احساس می شود. در این فصل در سر دره کورام نیز باران می بارد. جنوب این منطقه، کوه های سلیمان را می توان به عنوان حد غربی عملکرد موسمی در نظر گرفت. در بقیه افغانستان احساس نمی شود، که در آن، مانند بقیه آسیای غربی، باران و برف زمستانی قابل توجه ترین است. باران بهاری، اگرچه کمتر است، اما برای کشاورزی مهمتر از باران زمستانی است، مگر اینکه دومی به شکل برف ببارد. در غیاب تأثیرات موسمی، نشانه های آب و هوایی ثابت تری نسبت به هند وجود دارد. بوران های شمال غربی که در زمستان و بهار رخ می دهد، قابل توجه ترین ویژگی است و تأثیر آنها به وضوح در مرز هند احساس می شود.

### مثال ها
| داده‌های اقلیم کابل (۱۹۵۶–۱۹۸۳)    | داده‌های اقلیم کابل (۱۹۵۶–۱۹۸۳) | داده‌های اقلیم کابل (۱۹۵۶–۱۹۸۳) | داده‌های اقلیم کابل (۱۹۵۶–۱۹۸۳) | داده‌های اقلیم کابل (۱۹۵۶–۱۹۸۳) | داده‌های اقلیم کابل (۱۹۵۶–۱۹۸۳) | داده‌های اقلیم کابل (۱۹۵۶–۱۹۸۳) | داده‌های اقلیم کابل (۱۹۵۶–۱۹۸۳) | داده‌های اقلیم کابل (۱۹۵۶–۱۹۸۳) | داده‌های اقلیم کابل (۱۹۵۶–۱۹۸۳) | داده‌های اقلیم کابل (۱۹۵۶–۱۹۸۳) | داده‌های اقلیم کابل (۱۹۵۶–۱۹۸۳) | داده‌های اقلیم کابل (۱۹۵۶–۱۹۸۳) | داده‌های اقلیم کابل (۱۹۵۶–۱۹۸۳) |
| ماه                               | ژانویه                         | فوریه                          | مارس                           | آوریل                          | مه                             | ژوئن                           | ژوئیه                          | اوت                            | سپتامبر                        | اکتبر                          | نوامبر                         | دسامبر                         | سال                            |
| --------------------------------- | ------------------------------ | ------------------------------ | ------------------------------ | ------------------------------ | ------------------------------ | ------------------------------ | ------------------------------ | ------------------------------ | ------------------------------ | ------------------------------ | ------------------------------ | ------------------------------ | ------------------------------ |
| سابقهٔ بیش‌ترین °C (°F)             | ۱۸٫۸ (۶۶)                      | ۱۸٫۴ (۶۵)                      | ۲۶٫۷ (۸۰)                      | ۲۸٫۷ (۸۴)                      | ۳۳٫۵ (۹۲)                      | ۳۶٫۸ (۹۸)                      | ۳۷٫۸ (۱۰۰)                     | ۳۷٫۳ (۹۹)                      | ۳۵٫۱ (۹۵)                      | ۳۱٫۶ (۸۹)                      | ۲۴٫۴ (۷۶)                      | ۲۰٫۴ (۶۹)                      | ۳۷٫۸ (۱۰۰)                     |
| میانگین بیش‌ترین °C (°F)           | ۴٫۵ (۴۰)                       | ۵٫۵ (۴۲)                       | ۱۲٫۵ (۵۵)                      | ۱۹٫۲ (۶۷)                      | ۲۴٫۴ (۷۶)                      | ۳۰٫۲ (۸۶)                      | ۳۲٫۱ (۹۰)                      | ۳۲٫۰ (۹۰)                      | ۲۸٫۵ (۸۳)                      | ۲۲٫۴ (۷۲)                      | ۱۵٫۰ (۵۹)                      | ۸٫۳ (۴۷)                       | ۱۹٫۵ (۶۷)                      |
| میانگین روزانه °C (°F)            | −۲٫۳ (۲۸)                      | −۰٫۷ (۳۱)                      | ۶٫۳ (۴۳)                       | ۱۲٫۸ (۵۵)                      | ۱۷٫۳ (۶۳)                      | ۲۲٫۸ (۷۳)                      | ۲۵٫۰ (۷۷)                      | ۲۴٫۱ (۷۵)                      | ۱۹٫۷ (۶۷)                      | ۱۳٫۱ (۵۶)                      | ۵٫۹ (۴۳)                       | ۰٫۶ (۳۳)                       | ۱۲٫۱ (۵۴)                      |
| میانگین کم‌ترین °C (°F)            | −۷٫۱ (۱۹)                      | −۵٫۷ (۲۲)                      | ۰٫۷ (۳۳)                       | ۶٫۰ (۴۳)                       | ۸٫۸ (۴۸)                       | ۱۲٫۴ (۵۴)                      | ۱۵٫۳ (۶۰)                      | ۱۴٫۳ (۵۸)                      | ۹٫۴ (۴۹)                       | ۳٫۹ (۳۹)                       | −۱٫۲ (۳۰)                      | −۴٫۷ (۲۴)                      | ۴٫۳ (۴۰)                       |
| سابقهٔ کم‌ترین °C (°F)              | −۲۵٫۵ (−۱۴)                    | −۲۴٫۸ (−۱۳)                    | −۱۲٫۶ (۹)                      | −۲٫۱ (۲۸)                      | ۰٫۴ (۳۳)                       | ۳٫۱ (۳۸)                       | ۷٫۵ (۴۶)                       | ۶٫۰ (۴۳)                       | ۱٫۰ (۳۴)                       | −۳٫۰ (۲۷)                      | −۹٫۴ (۱۵)                      | −۱۸٫۹ (−۲)                     | −۲۵٫۵ (−۱۴)                    |
| بارندگی میلی‌متر (اینچ)            | ۳۴٫۳ (۱٫۳۵)                    | ۶۰٫۱ (۲٫۳۷)                    | ۶۷٫۹ (۲٫۶۷)                    | ۷۱٫۹ (۲٫۸۳)                    | ۲۳٫۴ (۰٫۹۲)                    | ۱٫۰ (۰٫۰۴)                     | ۶٫۲ (۰٫۲۴)                     | ۱٫۶ (۰٫۰۶)                     | ۱٫۷ (۰٫۰۷)                     | ۳٫۷ (۰٫۱۵)                     | ۱۸٫۶ (۰٫۷۳)                    | ۲۱٫۶ (۰٫۸۵)                    | ۳۱۲٫۰ (۱۲٫۲۸)                  |
| میانگین روزهای بارانی             | ۲                              | ۳                              | ۱۰                             | ۱۱                             | ۸                              | ۱                              | ۲                              | ۱                              | ۱                              | ۲                              | ۴                              | ۳                              | ۴۸                             |
| میانگین روزهای برفی               | ۷                              | ۶                              | ۳                              | ۰                              | ۰                              | ۰                              | ۰                              | ۰                              | ۰                              | ۰                              | ۰                              | ۴                              | ۲۰                             |
| درصد رطوبت                        | ۶۸                             | ۷۰                             | ۶۵                             | ۶۱                             | ۴۸                             | ۳۶                             | ۳۷                             | ۳۸                             | ۳۹                             | ۴۲                             | ۵۲                             | ۶۳                             | ۵۲                             |
| میانگین روزانه ساعت‌های تابش آفتاب | ۱۷۷٫۲                          | ۱۷۸٫۶                          | ۲۰۴٫۵                          | ۲۳۲٫۵                          | ۳۱۰٫۳                          | ۳۵۳٫۴                          | ۳۵۶٫۸                          | ۳۳۹٫۷                          | ۳۰۳٫۹                          | ۲۸۲٫۶                          | ۲۵۳٫۲                          | ۱۸۲٫۴                          | ۳٬۱۷۵٫۱                        |
| منبع: NOAA                        |                                |                                |                                |                                |                                |                                |                                |                                |                                |                                |                                |                                |                                |

| داده‌های اقلیم جلال آباد           | داده‌های اقلیم جلال آباد | داده‌های اقلیم جلال آباد | داده‌های اقلیم جلال آباد | داده‌های اقلیم جلال آباد | داده‌های اقلیم جلال آباد | داده‌های اقلیم جلال آباد | داده‌های اقلیم جلال آباد | داده‌های اقلیم جلال آباد | داده‌های اقلیم جلال آباد | داده‌های اقلیم جلال آباد | داده‌های اقلیم جلال آباد | داده‌های اقلیم جلال آباد | داده‌های اقلیم جلال آباد |
| ماه                               | ژانویه                  | فوریه                   | مارس                    | آوریل                   | مه                      | ژوئن                    | ژوئیه                   | اوت                     | سپتامبر                 | اکتبر                   | نوامبر                  | دسامبر                  | سال                     |
| --------------------------------- | ----------------------- | ----------------------- | ----------------------- | ----------------------- | ----------------------- | ----------------------- | ----------------------- | ----------------------- | ----------------------- | ----------------------- | ----------------------- | ----------------------- | ----------------------- |
| سابقهٔ بیش‌ترین °C (°F)             | ۲۵٫۰ (۷۷)               | ۲۸٫۸ (۸۴)               | ۳۴٫۵ (۹۴)               | ۴۰٫۵ (۱۰۵)              | ۴۵٫۴ (۱۱۴)              | ۴۷٫۵ (۱۱۸)              | ۴۴٫۷ (۱۱۲)              | ۴۲٫۴ (۱۰۸)              | ۴۱٫۲ (۱۰۶)              | ۳۸٫۲ (۱۰۱)              | ۳۲٫۴ (۹۰)               | ۲۵٫۴ (۷۸)               | ۴۷٫۵ (۱۱۸)              |
| میانگین بیش‌ترین °C (°F)           | ۱۵٫۹ (۶۱)               | ۱۷٫۹ (۶۴)               | ۲۲٫۵ (۷۳)               | ۲۸٫۳ (۸۳)               | ۳۴٫۷ (۹۴)               | ۴۰٫۴ (۱۰۵)              | ۳۹٫۳ (۱۰۳)              | ۳۸٫۰ (۱۰۰)              | ۳۵٫۲ (۹۵)               | ۳۰٫۵ (۸۷)               | ۲۳٫۳ (۷۴)               | ۱۷٫۵ (۶۴)               | ۲۸٫۶۳ (۸۳٫۶)            |
| میانگین روزانه °C (°F)            | ۸٫۵ (۴۷)                | ۱۰٫۹ (۵۲)               | ۱۶٫۳ (۶۱)               | ۲۱٫۹ (۷۱)               | ۲۷٫۷ (۸۲)               | ۳۲٫۷ (۹۱)               | ۳۲٫۸ (۹۱)               | ۳۱٫۹ (۸۹)               | ۲۸٫۱ (۸۳)               | ۲۲٫۲ (۷۲)               | ۱۴٫۹ (۵۹)               | ۹٫۵ (۴۹)                | ۲۱٫۴۵ (۷۰٫۶)            |
| میانگین کم‌ترین °C (°F)            | ۲٫۹ (۳۷)                | ۵٫۶ (۴۲)                | ۱۰٫۵ (۵۱)               | ۱۵٫۳ (۶۰)               | ۱۹٫۸ (۶۸)               | ۲۴٫۷ (۷۶)               | ۲۶٫۷ (۸۰)               | ۲۶٫۲ (۷۹)               | ۲۱٫۴ (۷۱)               | ۱۴٫۴ (۵۸)               | ۶٫۹ (۴۴)                | ۳٫۵ (۳۸)                | ۱۴٫۸۳ (۵۸٫۷)            |
| سابقهٔ کم‌ترین °C (°F)              | −۱۴٫۱ (۷)               | −۹٫۵ (۱۵)               | −۱٫۰ (۳۰)               | ۶٫۱ (۴۳)                | ۱۰٫۶ (۵۱)               | ۱۳٫۵ (۵۶)               | ۱۹٫۰ (۶۶)               | ۱۷٫۵ (۶۴)               | ۱۱٫۰ (۵۲)               | ۲٫۷ (۳۷)                | −۴٫۵ (۲۴)               | −۵٫۵ (۲۲)               | −۱۴٫۱ (۷)               |
| بارندگی میلی‌متر (اینچ)            | ۱۸٫۱ (۰٫۷۱)             | ۲۴٫۳ (۰٫۹۶)             | ۳۹٫۲ (۱٫۵۴)             | ۳۶٫۴ (۱٫۴۳)             | ۱۶٫۰ (۰٫۶۳)             | ۱٫۴ (۰٫۰۶)              | ۶٫۹ (۰٫۲۷)              | ۷٫۷ (۰٫۳)               | ۸٫۳ (۰٫۳۳)              | ۳٫۲ (۰٫۱۳)              | ۸٫۳ (۰٫۳۳)              | ۱۲٫۱ (۰٫۴۸)             | ۱۸۱٫۹ (۷٫۱۷)            |
| میانگین روزهای بارانی             | ۴                       | ۵                       | ۸                       | ۸                       | ۴                       | ۱                       | ۱                       | ۱                       | ۱                       | ۱                       | ۲                       | ۳                       | ۳۹                      |
| درصد رطوبت                        | ۶۱                      | ۶۰                      | ۶۲                      | ۵۹                      | ۴۷                      | ۴۰                      | ۵۲                      | ۵۸                      | ۵۶                      | ۵۵                      | ۵۸                      | ۶۳                      | ۵۵٫۹                    |
| میانگین روزانه ساعت‌های تابش آفتاب | ۱۸۰٫۹                   | ۱۸۲٫۷                   | ۲۰۷٫۱                   | ۲۲۷٫۸                   | ۳۰۴٫۸                   | ۳۳۹٫۶                   | ۳۲۵٫۹                   | ۲۹۹٫۷                   | ۲۹۳٫۶                   | ۲۷۷٫۶                   | ۲۳۱٫۰                   | ۱۸۵٫۶                   | ۳٬۰۵۶٫۳                 |
| منبع: NOAA (1964-1983)            |                         |                         |                         |                         |                         |                         |                         |                         |                         |                         |                         |                         |                         |

| داده‌های اقلیم هرات                | داده‌های اقلیم هرات | داده‌های اقلیم هرات | داده‌های اقلیم هرات | داده‌های اقلیم هرات | داده‌های اقلیم هرات | داده‌های اقلیم هرات | داده‌های اقلیم هرات | داده‌های اقلیم هرات | داده‌های اقلیم هرات | داده‌های اقلیم هرات | داده‌های اقلیم هرات | داده‌های اقلیم هرات | داده‌های اقلیم هرات |
| ماه                               | ژانویه             | فوریه              | مارس               | آوریل              | مه                 | ژوئن               | ژوئیه              | اوت                | سپتامبر            | اکتبر              | نوامبر             | دسامبر             | سال                |
| --------------------------------- | ------------------ | ------------------ | ------------------ | ------------------ | ------------------ | ------------------ | ------------------ | ------------------ | ------------------ | ------------------ | ------------------ | ------------------ | ------------------ |
| سابقهٔ بیش‌ترین °C (°F)             | ۲۴٫۴ (۷۶)          | ۲۷٫۶ (۸۲)          | ۳۱٫۰ (۸۸)          | ۳۷٫۸ (۱۰۰)         | ۳۹٫۷ (۱۰۳)         | ۴۴٫۶ (۱۱۲)         | ۵۰٫۷ (۱۲۳)         | ۴۲٫۷ (۱۰۹)         | ۳۹٫۳ (۱۰۳)         | ۳۷٫۰ (۹۹)          | ۳۰٫۰ (۸۶)          | ۲۶٫۵ (۸۰)          | ۵۰٫۷ (۱۲۳)         |
| میانگین بیش‌ترین °C (°F)           | ۹٫۱ (۴۸)           | ۱۱٫۹ (۵۳)          | ۱۷٫۹ (۶۴)          | ۲۴٫۰ (۷۵)          | ۲۹٫۶ (۸۵)          | ۳۵٫۰ (۹۵)          | ۳۶٫۷ (۹۸)          | ۳۵٫۱ (۹۵)          | ۳۱٫۴ (۸۹)          | ۲۵٫۰ (۷۷)          | ۱۷٫۸ (۶۴)          | ۱۲٫۰ (۵۴)          | ۲۳٫۷۹ (۷۴٫۸)       |
| میانگین روزانه °C (°F)            | ۲٫۹ (۳۷)           | ۵٫۵ (۴۲)           | ۱۰٫۲ (۵۰)          | ۱۶٫۳ (۶۱)          | ۲۲٫۱ (۷۲)          | ۲۷٫۲ (۸۱)          | ۲۹٫۸ (۸۶)          | ۲۸٫۰ (۸۲)          | ۲۲٫۹ (۷۳)          | ۱۶٫۱ (۶۱)          | ۸٫۸ (۴۸)           | ۴٫۷ (۴۰)           | ۱۶٫۲۱ (۶۱٫۱)       |
| میانگین کم‌ترین °C (°F)            | −۲٫۹ (۲۷)          | −۰٫۶ (۳۱)          | ۳٫۸ (۳۹)           | ۹٫۱ (۴۸)           | ۱۳٫۳ (۵۶)          | ۱۸٫۲ (۶۵)          | ۲۱٫۲ (۷۰)          | ۱۹٫۲ (۶۷)          | ۱۳٫۲ (۵۶)          | ۷٫۴ (۴۵)           | ۱٫۰ (۳۴)           | −۱٫۴ (۲۹)          | ۸٫۴۶ (۴۷٫۳)        |
| سابقهٔ کم‌ترین °C (°F)              | −۲۶٫۷ (−۱۶)        | −۲۰٫۵ (−۵)         | −۱۳٫۳ (۸)          | −۲٫۳ (۲۸)          | ۰٫۸ (۳۳)           | ۹٫۷ (۴۹)           | ۱۳٫۳ (۵۶)          | ۸٫۴ (۴۷)           | ۱٫۳ (۳۴)           | −۵٫۶ (۲۲)          | −۱۲٫۸ (۹)          | −۲۲٫۷ (−۹)         | −۲۶٫۷ (−۱۶)        |
| بارندگی میلی‌متر (اینچ)            | ۵۱٫۶ (۲٫۰۳)        | ۴۴٫۸ (۱٫۷۶)        | ۵۵٫۱ (۲٫۱۷)        | ۲۹٫۲ (۱٫۱۵)        | ۹٫۸ (۰٫۳۹)         | ۰٫۰ (۰)            | ۰٫۰ (۰)            | ۰٫۰ (۰)            | ۰٫۰ (۰)            | ۱٫۷ (۰٫۰۷)         | ۱۰٫۹ (۰٫۴۳)        | ۳۵٫۸ (۱٫۴۱)        | ۲۳۸٫۹ (۹٫۴۱)       |
| میانگین روزهای بارانی             | ۶                  | ۸                  | ۸                  | ۷                  | ۲                  | ۰                  | ۰                  | ۰                  | ۰                  | ۱                  | ۳                  | ۵                  | ۴۰                 |
| میانگین روزهای برفی               | ۲                  | ۲                  | ۱                  | ۰                  | ۰                  | ۰                  | ۰                  | ۰                  | ۰                  | ۰                  | ۰                  | ۱                  | ۶                  |
| درصد رطوبت                        | ۷۲                 | ۶۹                 | ۶۲                 | ۵۶                 | ۴۵                 | ۳۴                 | ۳۰                 | ۳۰                 | ۳۴                 | ۴۲                 | ۵۵                 | ۶۷                 | ۴۹٫۷               |
| میانگین روزانه ساعت‌های تابش آفتاب | ۱۴۹٫۳              | ۱۵۳٫۵              | ۲۰۲٫۵              | ۲۳۵٫۷              | ۳۲۹٫۶              | ۳۶۲٫۶              | ۳۷۸٫۶              | ۳۴۴٫۸              | ۳۲۳٫۲              | ۲۷۴٫۰              | ۲۳۵٫۰              | ۱۴۳٫۱              | ۳٬۱۳۱٫۹            |
| منبع شماره ۱: NOAA (1959–1983)    |                    |                    |                    |                    |                    |                    |                    |                    |                    |                    |                    |                    |                    |
| منبع شماره ۲: Ogimet              |                    |                    |                    |                    |                    |                    |                    |                    |                    |                    |                    |                    |                    |

| داده‌های اقلیم قندهار (۱۹۶۴–۱۹۸۳)  | داده‌های اقلیم قندهار (۱۹۶۴–۱۹۸۳) | داده‌های اقلیم قندهار (۱۹۶۴–۱۹۸۳) | داده‌های اقلیم قندهار (۱۹۶۴–۱۹۸۳) | داده‌های اقلیم قندهار (۱۹۶۴–۱۹۸۳) | داده‌های اقلیم قندهار (۱۹۶۴–۱۹۸۳) | داده‌های اقلیم قندهار (۱۹۶۴–۱۹۸۳) | داده‌های اقلیم قندهار (۱۹۶۴–۱۹۸۳) | داده‌های اقلیم قندهار (۱۹۶۴–۱۹۸۳) | داده‌های اقلیم قندهار (۱۹۶۴–۱۹۸۳) | داده‌های اقلیم قندهار (۱۹۶۴–۱۹۸۳) | داده‌های اقلیم قندهار (۱۹۶۴–۱۹۸۳) | داده‌های اقلیم قندهار (۱۹۶۴–۱۹۸۳) | داده‌های اقلیم قندهار (۱۹۶۴–۱۹۸۳) |
| ماه                               | ژانویه                           | فوریه                            | مارس                             | آوریل                            | مه                               | ژوئن                             | ژوئیه                            | اوت                              | سپتامبر                          | اکتبر                            | نوامبر                           | دسامبر                           | سال                              |
| --------------------------------- | -------------------------------- | -------------------------------- | -------------------------------- | -------------------------------- | -------------------------------- | -------------------------------- | -------------------------------- | -------------------------------- | -------------------------------- | -------------------------------- | -------------------------------- | -------------------------------- | -------------------------------- |
| سابقهٔ بیش‌ترین °C (°F)             | ۲۵٫۰ (۷۷)                        | ۲۶٫۰ (۷۹)                        | ۳۶٫۵ (۹۸)                        | ۳۷٫۱ (۹۹)                        | ۴۳٫۰ (۱۰۹)                       | ۴۵٫۰ (۱۱۳)                       | ۴۶٫۵ (۱۱۶)                       | ۴۴٫۵ (۱۱۲)                       | ۴۱٫۰ (۱۰۶)                       | ۳۷٫۵ (۱۰۰)                       | ۳۱٫۵ (۸۹)                        | ۲۶٫۰ (۷۹)                        | ۴۶٫۵ (۱۱۶)                       |
| میانگین بیش‌ترین °C (°F)           | ۱۲٫۲ (۵۴)                        | ۱۴٫۸ (۵۹)                        | ۲۱٫۶ (۷۱)                        | ۲۸٫۱ (۸۳)                        | ۳۴٫۱ (۹۳)                        | ۳۹٫۱ (۱۰۲)                       | ۴۰٫۲ (۱۰۴)                       | ۳۸٫۲ (۱۰۱)                       | ۳۴٫۰ (۹۳)                        | ۲۷٫۵ (۸۲)                        | ۲۱٫۰ (۷۰)                        | ۱۵٫۴ (۶۰)                        | ۲۷٫۲ (۸۱)                        |
| میانگین روزانه °C (°F)            | ۵٫۱ (۴۱)                         | ۷٫۸ (۴۶)                         | ۱۳٫۹ (۵۷)                        | ۲۰٫۲ (۶۸)                        | ۲۵٫۴ (۷۸)                        | ۳۰٫۰ (۸۶)                        | ۳۱٫۹ (۸۹)                        | ۲۹٫۴ (۸۵)                        | ۲۳٫۵ (۷۴)                        | ۱۷٫۵ (۶۴)                        | ۱۱٫۰ (۵۲)                        | ۷٫۳ (۴۵)                         | ۱۸٫۵۸ (۶۵٫۴)                     |
| میانگین کم‌ترین °C (°F)            | ۰٫۰ (۳۲)                         | ۲٫۴ (۳۶)                         | ۷٫۱ (۴۵)                         | ۱۲٫۳ (۵۴)                        | ۱۵٫۸ (۶۰)                        | ۱۹٫۵ (۶۷)                        | ۲۲٫۵ (۷۳)                        | ۲۰٫۰ (۶۸)                        | ۱۳٫۵ (۵۶)                        | ۸٫۵ (۴۷)                         | ۳٫۳ (۳۸)                         | ۱٫۰ (۳۴)                         | ۱۰٫۵ (۵۱)                        |
| سابقهٔ کم‌ترین °C (°F)              | −۱۲٫۱ (۱۰)                       | −۱۰٫۰ (۱۴)                       | −۴٫۸ (۲۳)                        | ۲٫۰ (۳۶)                         | ۲٫۴ (۳۶)                         | ۸٫۵ (۴۷)                         | ۱۳٫۵ (۵۶)                        | ۹٫۰ (۴۸)                         | ۵٫۲ (۴۱)                         | −۲٫۲ (۲۸)                        | −۹٫۳ (۱۵)                        | −۱۱٫۴ (۱۱)                       | −۱۲٫۱ (۱۰)                       |
| بارندگی میلی‌متر (اینچ)            | ۵۴٫۰ (۲٫۱۳)                      | ۴۲٫۰ (۱٫۶۵)                      | ۴۱٫۱ (۱٫۶۲)                      | ۱۸٫۷ (۰٫۷۴)                      | ۲٫۲ (۰٫۰۹)                       | ۰ (۰)                            | ۲٫۳ (۰٫۰۹)                       | ۱٫۰ (۰٫۰۴)                       | ۰ (۰)                            | ۲٫۳ (۰٫۰۹)                       | ۷٫۰ (۰٫۲۸)                       | ۲۰٫۰ (۰٫۷۹)                      | ۱۹۰٫۶ (۷٫۵۲)                     |
| میانگین روزهای بارندگی            | ۶                                | ۶                                | ۶                                | ۴                                | ۱                                | ۰                                | ۰                                | ۰                                | ۰                                | ۱                                | ۲                                | ۳                                | ۲۹                               |
| درصد رطوبت                        | ۵۸                               | ۵۹                               | ۵۰                               | ۴۱                               | ۳۰                               | ۲۳                               | ۲۵                               | ۲۵                               | ۲۴                               | ۲۹                               | ۴۰                               | ۵۲                               | ۳۸                               |
| میانگین روزانه ساعت‌های تابش آفتاب | ۱۹۸٫۴                            | ۱۸۳٫۶                            | ۲۳۵٫۶                            | ۲۵۵٫۰                            | ۳۴۷٫۲                            | ۳۶۹٫۰                            | ۳۴۱٫۰                            | ۳۳۷٫۹                            | ۳۲۴٫۰                            | ۳۰۶٫۹                            | ۲۶۴٫۰                            | ۲۱۷٫۰                            | ۳٬۳۷۹٫۶                          |
| منبع: NOAA (1964–1983)            |                                  |                                  |                                  |                                  |                                  |                                  |                                  |                                  |                                  |                                  |                                  |                                  |                                  |

| داده‌های اقلیم زرنج      | داده‌های اقلیم زرنج | داده‌های اقلیم زرنج | داده‌های اقلیم زرنج | داده‌های اقلیم زرنج | داده‌های اقلیم زرنج | داده‌های اقلیم زرنج | داده‌های اقلیم زرنج | داده‌های اقلیم زرنج | داده‌های اقلیم زرنج | داده‌های اقلیم زرنج | داده‌های اقلیم زرنج | داده‌های اقلیم زرنج | داده‌های اقلیم زرنج |
| ماه                     | ژانویه             | فوریه              | مارس               | آوریل              | مه                 | ژوئن               | ژوئیه              | اوت                | سپتامبر            | اکتبر              | نوامبر             | دسامبر             | سال                |
| ----------------------- | ------------------ | ------------------ | ------------------ | ------------------ | ------------------ | ------------------ | ------------------ | ------------------ | ------------------ | ------------------ | ------------------ | ------------------ | ------------------ |
| سابقهٔ بیش‌ترین °C (°F)   | ۲۴٫۱ (۷۵)          | ۳۰٫۶ (۸۷)          | ۳۷٫۰ (۹۹)          | ۴۵٫۰ (۱۱۳)         | ۵۱٫۰ (۱۲۴)         | ۴۹٫۷ (۱۲۱)         | ۴۹٫۳ (۱۲۱)         | ۵۰٫۰ (۱۲۲)         | ۴۹٫۷ (۱۲۱)         | ۴۲٫۰ (۱۰۸)         | ۳۶٫۰ (۹۷)          | ۲۷٫۸ (۸۲)          | ۵۱ (۱۲۴)           |
| میانگین بیش‌ترین °C (°F) | ۱۴٫۳ (۵۸)          | ۱۸٫۷ (۶۶)          | ۲۵٫۰ (۷۷)          | ۳۲٫۶ (۹۱)          | ۳۷٫۳ (۹۹)          | ۴۲٫۸ (۱۰۹)         | ۴۲٫۵ (۱۰۹)         | ۴۱٫۳ (۱۰۶)         | ۳۷٫۰ (۹۹)          | ۳۱٫۲ (۸۸)          | ۲۳٫۱ (۷۴)          | ۱۷٫۷ (۶۴)          | ۳۰٫۲۹ (۸۶٫۷)       |
| میانگین روزانه °C (°F)  | ۶٫۵ (۴۴)           | ۱۰٫۰ (۵۰)          | ۱۵٫۷ (۶۰)          | ۲۳٫۳ (۷۴)          | ۲۹٫۱ (۸۴)          | ۳۳٫۴ (۹۲)          | ۳۵٫۰ (۹۵)          | ۳۲٫۳ (۹۰)          | ۲۷٫۲ (۸۱)          | ۲۱٫۹ (۷۱)          | ۱۳٫۱ (۵۶)          | ۸٫۷ (۴۸)           | ۲۱٫۳۵ (۷۰٫۴)       |
| میانگین کم‌ترین °C (°F)  | ۰٫۱ (۳۲)           | ۲٫۹ (۳۷)           | ۷٫۷ (۴۶)           | ۱۴٫۷ (۵۸)          | ۲۰٫۰ (۶۸)          | ۲۵٫۲ (۷۷)          | ۲۷٫۳ (۸۱)          | ۲۴٫۹ (۷۷)          | ۱۸٫۵ (۶۵)          | ۱۲٫۳ (۵۴)          | ۴٫۸ (۴۱)           | ۰٫۷ (۳۳)           | ۱۳٫۲۶ (۵۵٫۸)       |
| سابقهٔ کم‌ترین °C (°F)    | −۱۳٫۲ (۸)          | −۸٫۲ (۱۷)          | −۵٫۲ (۲۳)          | ۱٫۰ (۳۴)           | ۵٫۰ (۴۱)           | ۱۶٫۰ (۶۱)          | ۱۸٫۴ (۶۵)          | ۱۳٫۲ (۵۶)          | ۳٫۹ (۳۹)           | −۲٫۷ (۲۷)          | −۷٫۱ (۱۹)          | −۸٫۸ (۱۶)          | −۱۳٫۲ (۸)          |
| بارندگی میلی‌متر (اینچ)  | ۱۹٫۷ (۰٫۷۸)        | ۹٫۹ (۰٫۳۹)         | ۱۱٫۲ (۰٫۴۴)        | ۲٫۴ (۰٫۰۹)         | ۰٫۶ (۰٫۰۲)         | ۰٫۰ (۰)            | ۰٫۰ (۰)            | ۰٫۰ (۰)            | ۰٫۰ (۰)            | ۱٫۲ (۰٫۰۵)         | ۱٫۴ (۰٫۰۶)         | ۵٫۱ (۰٫۲)          | ۵۱٫۵ (۲٫۰۳)        |
| میانگین روزهای بارانی   | ۳                  | ۲                  | ۲                  | ۲                  | ۰                  | ۰                  | ۰                  | ۰                  | ۰                  | ۰                  | ۱                  | ۱                  | ۱۱                 |
| درصد رطوبت              | ۵۵                 | ۵۰                 | ۴۴                 | ۴۰                 | ۳۵                 | ۲۹                 | ۲۸                 | ۲۹                 | ۳۳                 | ۴۱                 | ۴۹                 | ۵۴                 | ۴۰٫۶               |
| منبع: NOAA (1969-1983)  |                    |                    |                    |                    |                    |                    |                    |                    |                    |                    |                    |                    |                    |

| داده‌های اقلیم مزارشریف  | داده‌های اقلیم مزارشریف | داده‌های اقلیم مزارشریف | داده‌های اقلیم مزارشریف | داده‌های اقلیم مزارشریف | داده‌های اقلیم مزارشریف | داده‌های اقلیم مزارشریف | داده‌های اقلیم مزارشریف | داده‌های اقلیم مزارشریف | داده‌های اقلیم مزارشریف | داده‌های اقلیم مزارشریف | داده‌های اقلیم مزارشریف | داده‌های اقلیم مزارشریف | داده‌های اقلیم مزارشریف |
| ماه                     | ژانویه                 | فوریه                  | مارس                   | آوریل                  | مه                     | ژوئن                   | ژوئیه                  | اوت                    | سپتامبر                | اکتبر                  | نوامبر                 | دسامبر                 | سال                    |
| ----------------------- | ---------------------- | ---------------------- | ---------------------- | ---------------------- | ---------------------- | ---------------------- | ---------------------- | ---------------------- | ---------------------- | ---------------------- | ---------------------- | ---------------------- | ---------------------- |
| سابقهٔ بیش‌ترین °C (°F)   | ۲۴٫۰ (۷۵)              | ۲۸٫۶ (۸۳)              | ۳۲٫۴ (۹۰)              | ۳۷٫۸ (۱۰۰)             | ۴۳٫۰ (۱۰۹)             | ۴۵٫۶ (۱۱۴)             | ۴۸٫۱ (۱۱۹)             | ۴۵٫۴ (۱۱۴)             | ۴۲٫۲ (۱۰۸)             | ۳۷٫۰ (۹۹)              | ۳۰٫۰ (۸۶)              | ۲۵٫۰ (۷۷)              | ۴۸٫۱ (۱۱۹)             |
| میانگین بیش‌ترین °C (°F) | ۸٫۵ (۴۷)               | ۱۰٫۹ (۵۲)              | ۱۶٫۷ (۶۲)              | ۲۳٫۶ (۷۴)              | ۲۹٫۹ (۸۶)              | ۳۵٫۹ (۹۷)              | ۳۷٫۹ (۱۰۰)             | ۳۵٫۹ (۹۷)              | ۳۱٫۲ (۸۸)              | ۲۴٫۲ (۷۶)              | ۱۶٫۲ (۶۱)              | ۱۰٫۲ (۵۰)              | ۲۳٫۴۲ (۷۴٫۲)           |
| میانگین روزانه °C (°F)  | ۲٫۱ (۳۶)               | ۴٫۲ (۴۰)               | ۹٫۶ (۴۹)               | ۱۶٫۲ (۶۱)              | ۲۱٫۸ (۷۱)              | ۲۶٫۸ (۸۰)              | ۲۹٫۴ (۸۵)              | ۲۷٫۵ (۸۲)              | ۲۲٫۰ (۷۲)              | ۱۵٫۰ (۵۹)              | ۷٫۲ (۴۵)               | ۳٫۵ (۳۸)               | ۱۵٫۴۴ (۵۹٫۸)           |
| میانگین کم‌ترین °C (°F)  | −۳٫۷ (۲۵)              | −۲٫۲ (۲۸)              | ۳٫۳ (۳۸)               | ۸٫۸ (۴۸)               | ۱۳٫۴ (۵۶)              | ۱۷٫۶ (۶۴)              | ۲۰٫۴ (۶۹)              | ۱۸٫۹ (۶۶)              | ۱۲٫۸ (۵۵)              | ۵٫۲ (۴۱)               | ۰٫۰ (۳۲)               | −۲٫۵ (۲۸)              | ۷٫۶۷ (۴۵٫۸)            |
| سابقهٔ کم‌ترین °C (°F)    | −۲۸ (−۱۸)              | −۲۵٫۰ (−۱۳)            | −۱۷ (۱)                | −۴٫۰ (۲۵)              | ۱٫۰ (۳۴)               | ۷٫۰ (۴۵)               | ۱۱٫۰ (۵۲)              | ۸٫۰ (۴۶)               | ۳٫۰ (۳۷)               | −۷٫۰ (۱۹)              | −۱۵ (۵)                | −۲۲ (−۸)               | −۲۸ (−۱۸)              |
| بارندگی میلی‌متر (اینچ)  | ۳۱٫۹ (۱٫۲۶)            | ۳۰٫۹ (۱٫۲۲)            | ۴۰٫۷ (۱٫۶)             | ۳۵٫۳ (۱٫۳۹)            | ۲۱٫۵ (۰٫۸۵)            | ۱٫۹ (۰٫۰۷)             | ۰٫۱ (۰)                | ۰٫۱ (۰)                | ۱٫۰ (۰٫۰۴)             | ۶٫۵ (۰٫۲۶)             | ۱۷٫۰ (۰٫۶۷)            | ۲۵٫۹ (۱٫۰۲)            | ۲۱۲٫۸ (۸٫۳۸)           |
| میانگین روزهای بارانی   | ۵                      | ۵                      | ۷                      | ۶                      | ۴                      | ۱                      | ۰                      | ۰                      | ۱                      | ۲                      | ۳                      | ۴                      | ۳۸                     |
| میانگین روزهای برفی     | ۱۱                     | ۹                      | ۳                      | ۰                      | ۰                      | ۰                      | ۰                      | ۰                      | ۰                      | ۰                      | ۱                      | ۵                      | ۲۹                     |
| درصد رطوبت              | ۷۷                     | ۷۵                     | ۶۹                     | ۶۲                     | ۵۲                     | ۴۰                     | ۳۴                     | ۳۵                     | ۴۰                     | ۵۳                     | ۶۶                     | ۷۴                     | ۵۶٫۴                   |
| منبع: NOAA (1959-1983)  |                        |                        |                        |                        |                        |                        |                        |                        |                        |                        |                        |                        |                        |

## رودخانه‌ها، نهرها و دریاچه‌ها

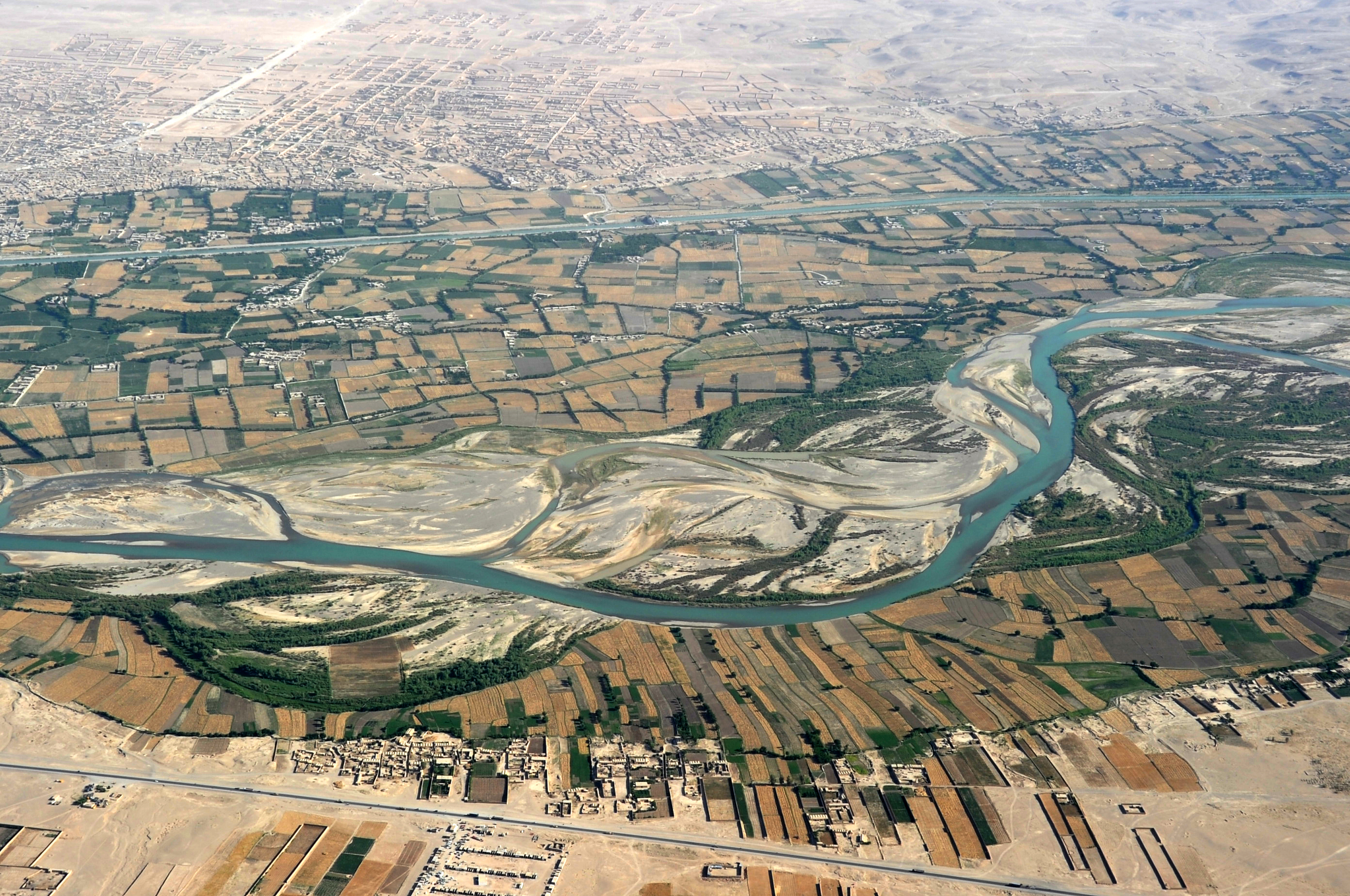
رود هیرمند و کانال بوغرا که موازی در ولایت هلمند جریان دارند

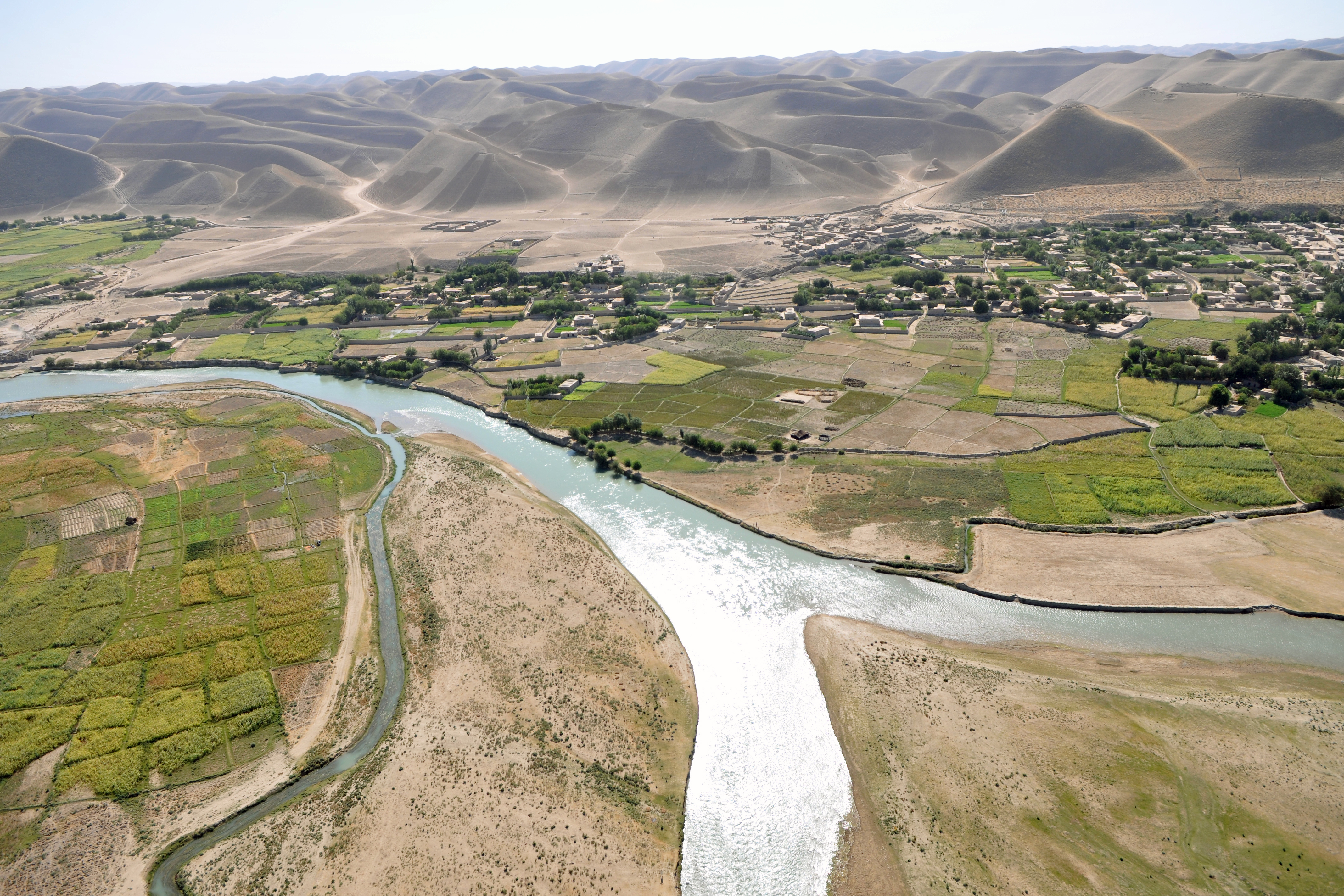
چشم‌انداز دیدنی در غرب افغانستان

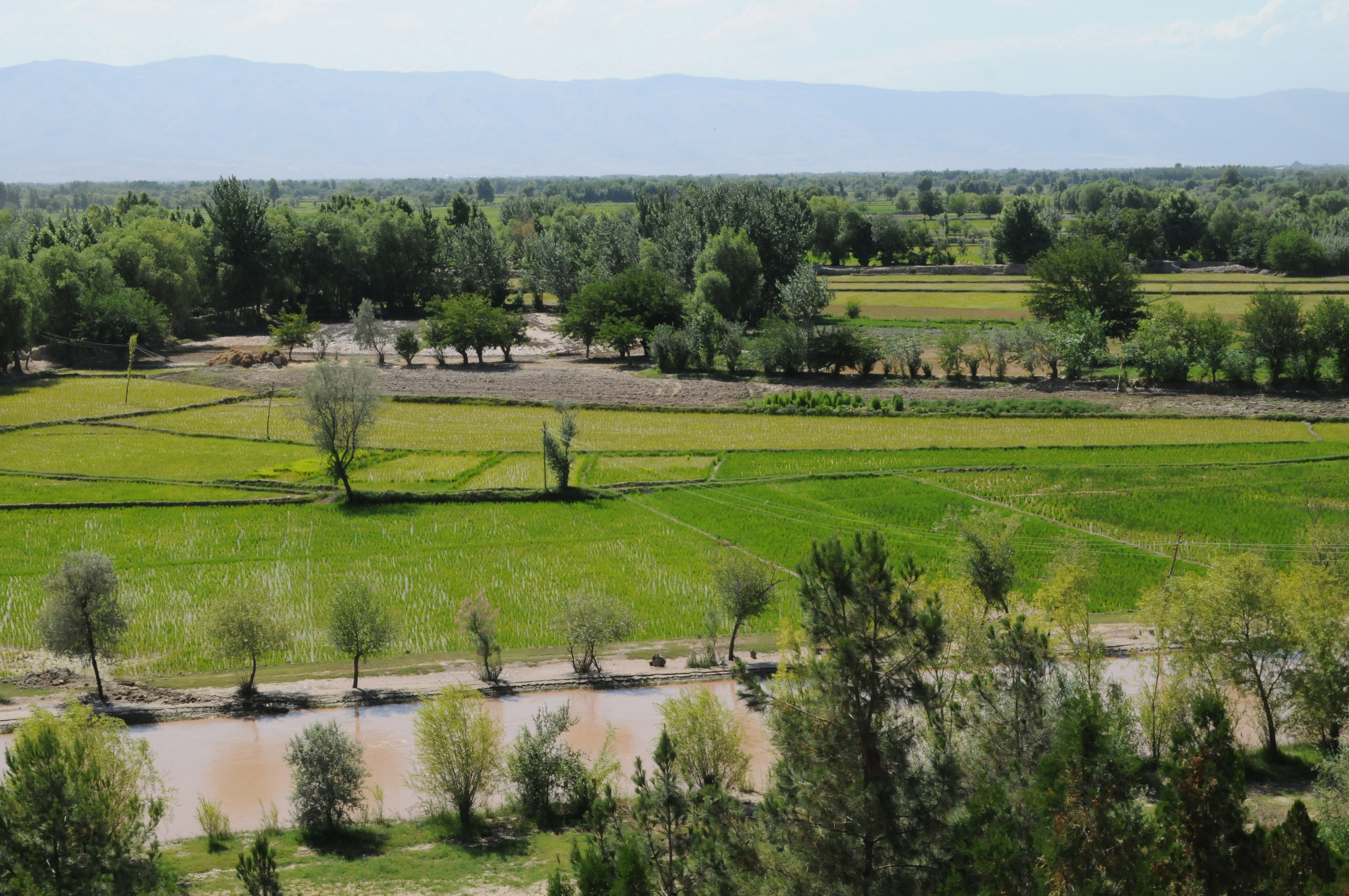
ولایت تخار در شمال افغانستان

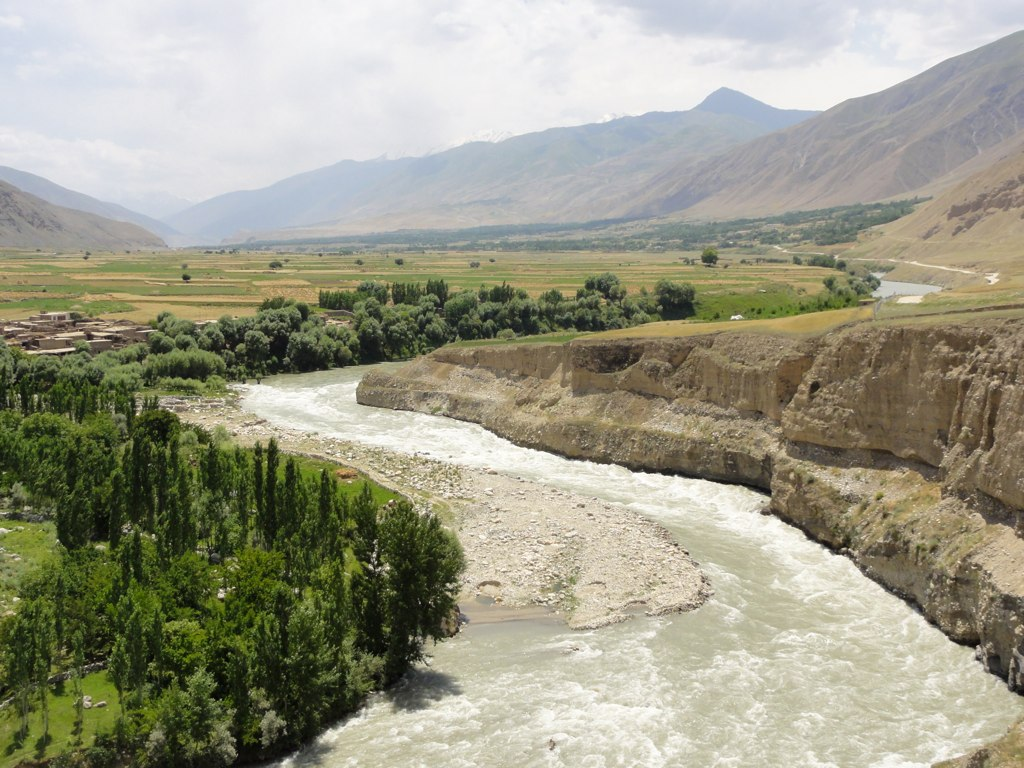
رود کوکچه در ولایت بدخشان

افغانستان بین ماه نوامبر و مارس برف دریافت می‌کند، که به تدریج به رودخانه‌ها، نهرها، کانال‌ها، دریاچه‌ها، برکه‌ها و چشمه‌های متعدد ذوب می‌شود، اما بیشتر آب شیرین این کشور همچنان به کشورهای همسایه جریان می‌یابد. این کشور حدود دو سوم از آب خود را به کشورهای همسایه پاکستان، ایران، تاجیکستان، ازبکستان و ترکمنستان از دست می‌دهد.
سیستم زهکشی این کشور عمدتاً محصور به خشکی است.

## پوشش گیاهی
توزیع مشخص پوشش گیاهی در کوهستان‌های افغانستان شایان توجه است. توده عظیم آن محدود به رشته‌کوه‌های اصلی و شاخه‌های نزدیک آن‌هاست، در حالی که در امتدادهای دورتر و انتهایی تقریباً به‌طور کامل غایب است؛ در واقع، این مناطق صخره و سنگ‌های عریان هستند. در خود رشته‌کوه آلپی سفیدکوه و شاخه‌های نزدیک آن، در ارتفاع ۱۸۰۰ تا ۳۰۰۰ متری، رشد فراوان درختان جنگلی بزرگ وجود دارد که در میان آن‌ها مخروطیان باشکوه‌ترین و برجسته‌ترین هستند، مانند سرو هیمالیایی، Abies excelsa، کاج طویل‌برگ، کاج دریایی، کاج چتری (کاج خوراکی، اگرچه این گونه احتمالاً وارداتی است، زیرا بومی اسپانیا و پرتغال است) و لارچ. همچنین سرخدار، فندق، سرو کوهی، گردو، هلوی وحشی و بادام نیز وجود دارند. در سایه این درختان، چندین گونه از رز، پیچ امین‌الدوله، انگور فرنگی، انگور سیاه، زالزالک، رودودندرون و علفزار انبوهی می‌رویند که در میان آن‌ها تیره آلالگان از نظر فراوانی و تعداد جنس‌ها مهم است. لیمو و موی وحشی نیز در اینجا یافت می‌شوند، اما در کوه‌های شمالی رایج‌تر هستند. گردو و بلوط (همیشه‌سبز، برگ‌دار و قرمز) به ارتفاعات ثانویه پایین می‌آیند، جایی که با توسکا، زبان گنجشک، خنجک، سرو نقره‌ای، سرو کوهی و گونه‌های گون مخلوط می‌شوند. در اینجا همچنین لابورنوم کوتوله و گونه‌های Indigofera نیز وجود دارند.
در افغانستان، پوشش جنگلی حدود ۲٪ از کل مساحت زمین را تشکیل می‌دهد، که معادل ۱٬۲۰۸٬۴۴۰ هکتار جنگل در سال ۲۰۲۰ بوده و نسبت به سال ۱۹۹۰ تغییری نکرده است. در سال ۲۰۲۰، جنگل‌های باززایی طبیعی ۱٬۲۰۸٬۴۴۰ هکتار را پوشش می‌دادند. از جنگل‌های باززایی طبیعی، ۰٪ به عنوان جنگل بکر (شامل گونه‌های درختی بومی بدون هیچ نشانه آشکار از فعالیت انسانی) گزارش شده است و حدود ۰٪ از مساحت جنگلی در مناطق حفاظت‌شده قرار داشته است. برای سال ۲۰۱۵، ۱۰۰٪ از مساحت جنگلی تحت مالکیت دولتی گزارش شده است.
تا ارتفاع ۱۰۰۰ متری زیتون وحشی، گونه‌های گل‌سنگ، یاس وحشی، اقاقیا و گل ابریشم، زرشک و کنار وجود دارند؛ و در شاخه‌های شرقی این زنجیره، Nannorrhops ritchiana (که برای اهداف مفید مختلفی به کار می‌رود)، Bignonia یا گل شیپوری، سیسو، Salvadora persica، شاه‌پسند، آکانتوس و گونه‌های ژسنریا یافت می‌شوند.
همانطور که گفته شد، پایین‌ترین پشته‌های انتهایی، به ویژه به سمت غرب، منظره‌ای عریان دارند. پوشش گیاهی اندک آن‌ها تقریباً به‌طور کامل علفی است؛ درختچه‌ها فقط گهگاه دیده می‌شوند؛ درختان تقریباً وجود ندارند. گیاهان لب‌گلی‌ها، مرکبیان و چتریان رایج‌ترین هستند. سرخس‌ها و خزه‌ها تقریباً محدود به رشته‌کوه‌های بالاتر هستند.
در بوته‌زارهای پراکنده در بخش‌هایی از دشت‌های دلگیر فلات قندهار، می‌توان گیاهان خاردار لگومینی از زیرراسته پروانه‌داران مانند خارشتر (Hedysarum alhagi)، Astragalus در چندین گونه، خار شتر (Ononis spinosa) را یافت که ریشه‌های فیبری آن اغلب به عنوان مسواک استفاده می‌شود؛ گیاهان زیرراسته Mimosae مانند گل قهر؛ گیاهی از تیره سدابیان که بومیان آن را lipad می‌نامند؛ درمنه معمولی؛ همچنین برخی از ثعلب‌ها و چندین گونه از Salsola نیز وجود دارند. سداب و درمنه عموماً به عنوان داروهای خانگی استفاده می‌شوند—اولی برای روماتیسم و درد عصبی؛ دومی برای تب، ضعف و سوء هاضمه، و همچنین به عنوان ضد انگل. اعتقاد بر این است که لیپاد به دلیل بوی سنگین و تهوع‌آور خود، ارواح شیطانی را دور می‌کند. در برخی مکان‌ها، در کناره‌ها و حفره‌های دره‌ها، خرزهره یافت می‌شود که در فارسی خرزهره یا خرزهره نامیده می‌شود، لابورنوم وحشی و گونه‌های مختلف Indigofera نیز دیده می‌شوند.
در چند دهه اخیر، ۹۰٪ از جنگل‌های افغانستان نابود شده‌اند و بخش زیادی از الوار آن به کشور همسایه پاکستان صادر شده است. در نتیجه، درصد زیادی از زمین‌های افغانستان ممکن است در معرض فرسایش خاک و بیابان‌زایی قرار بگیرند. نکته مثبت این است که دولت کرزی و سازمان‌های بین‌المللی با کاشت اغلب میلیون‌ها نهال به مقابله با این مشکل کمک می‌کنند. افغانستان در سال ۲۰۱۸ میانگین امتیاز شاخص یکپارچگی چشم‌انداز جنگلی ۸٫۸۵ از ۱۰ را به دست آورد و از بین ۱۷۲ کشور در رتبه ۱۵ جهانی قرار گرفت.

## نگارخانه

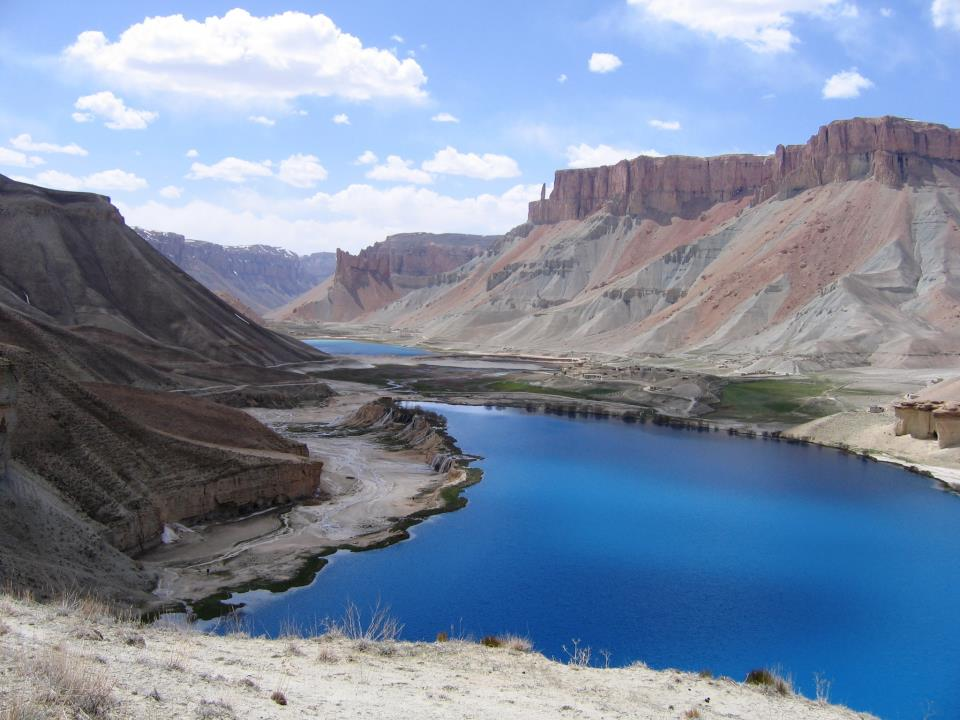
پارک ملی بند امیر در ولایت بامیان
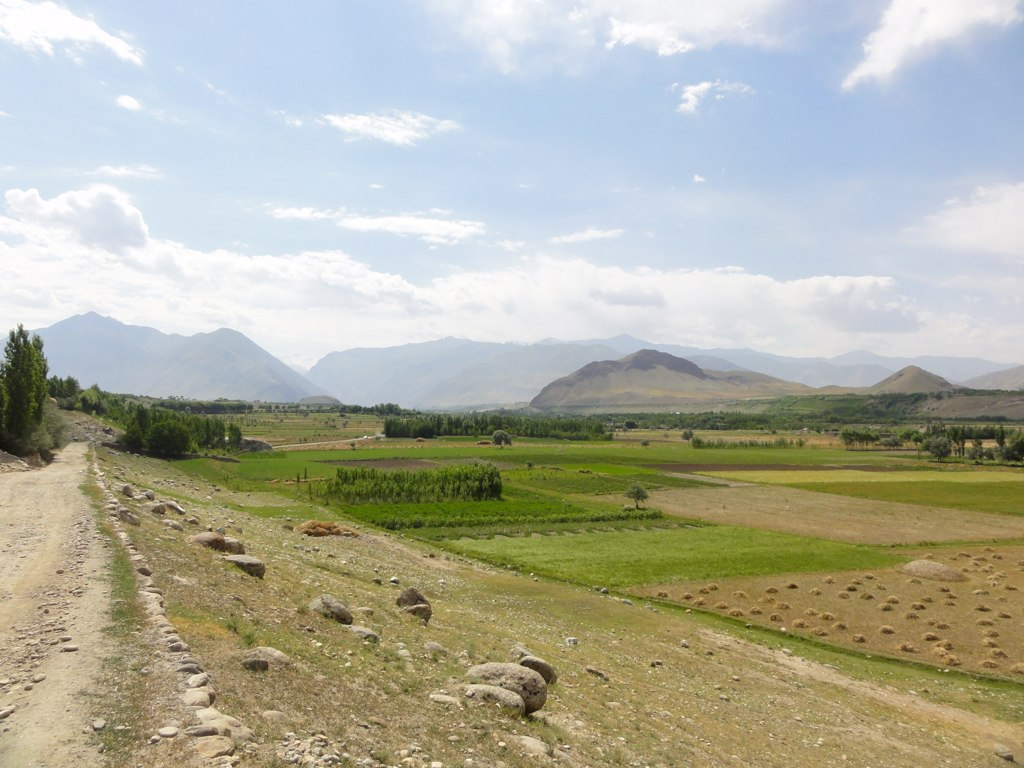
در راه بهارک در ولایت بدخشان، افغانستان
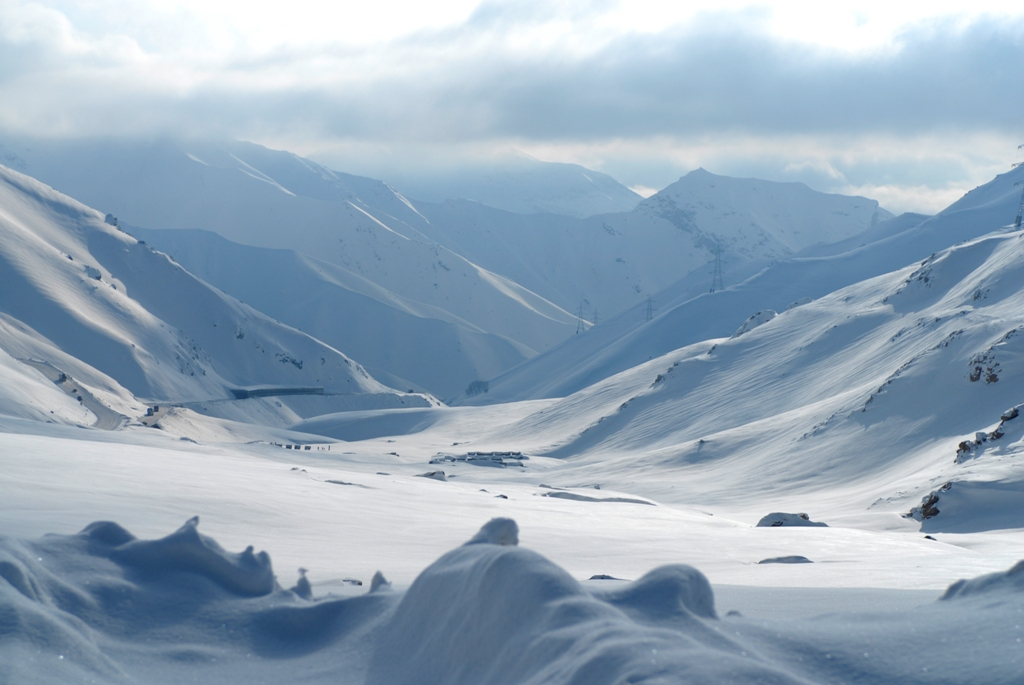
گذرگاه سالنگ در میانهٔ ولایت‌های پروان و بغلان
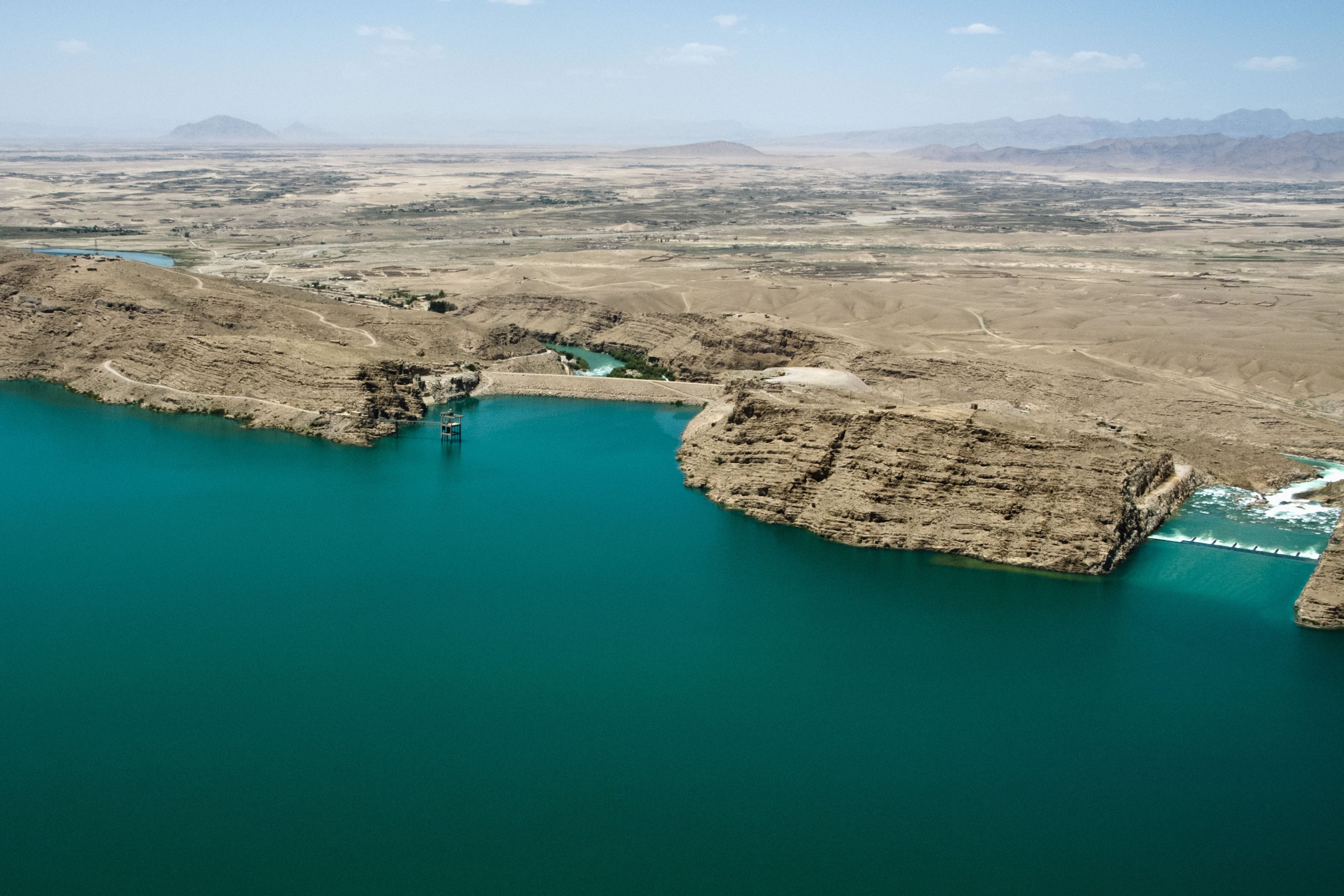
سد کجکی در ولایت هلمند
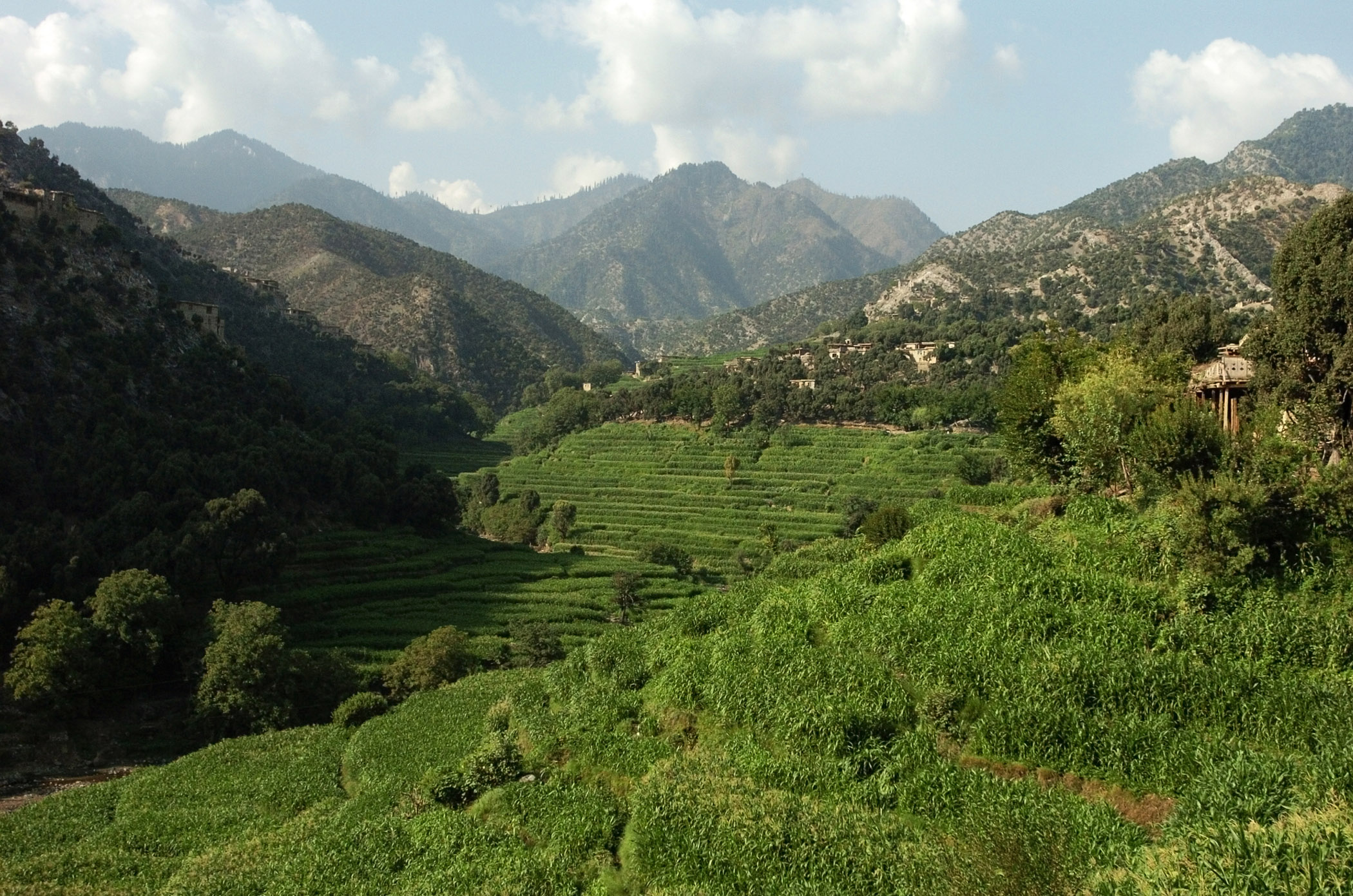
درهٔ کرنگال در ولایت کنر
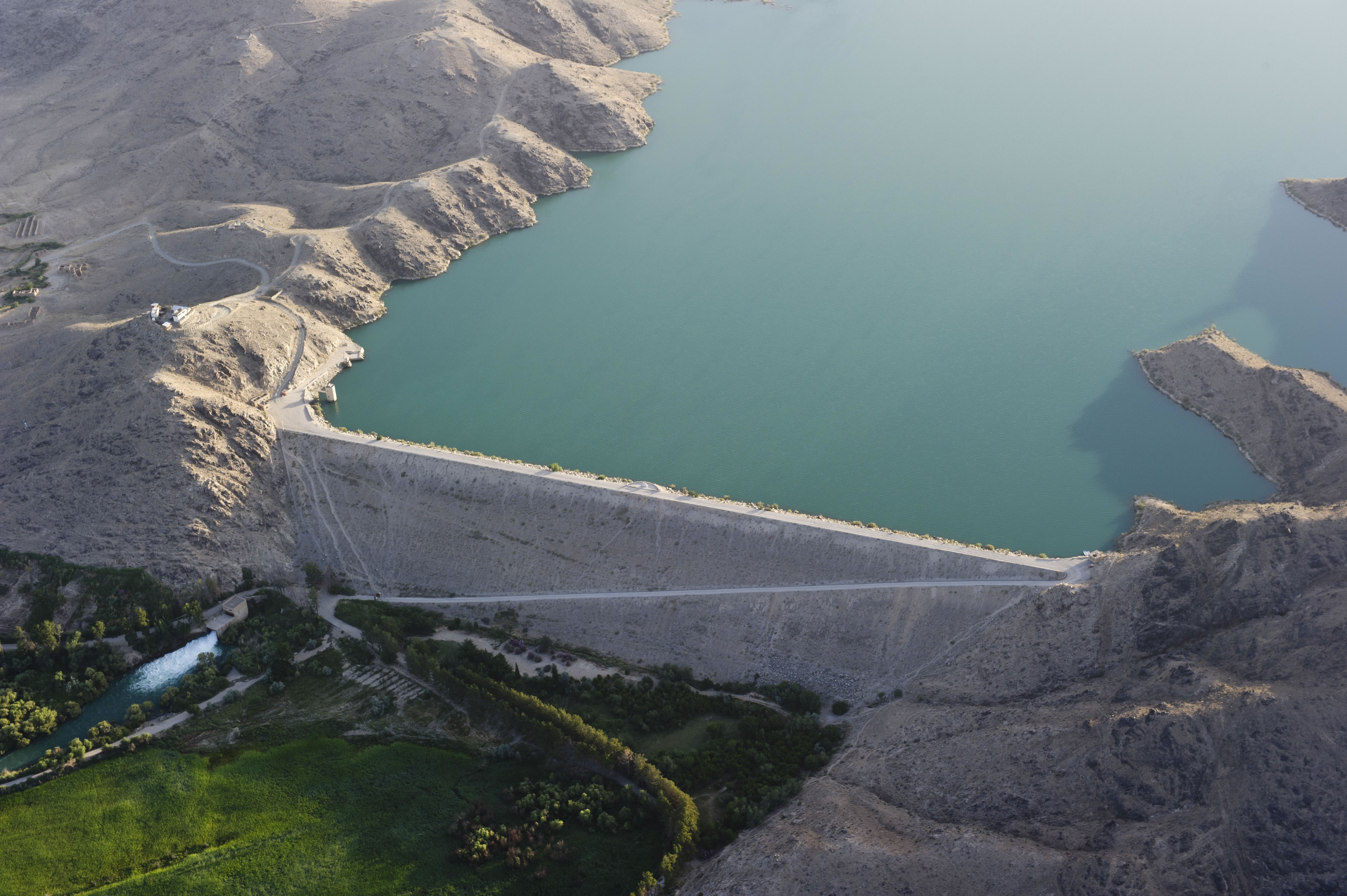
سد دهله در ولایت قندهار
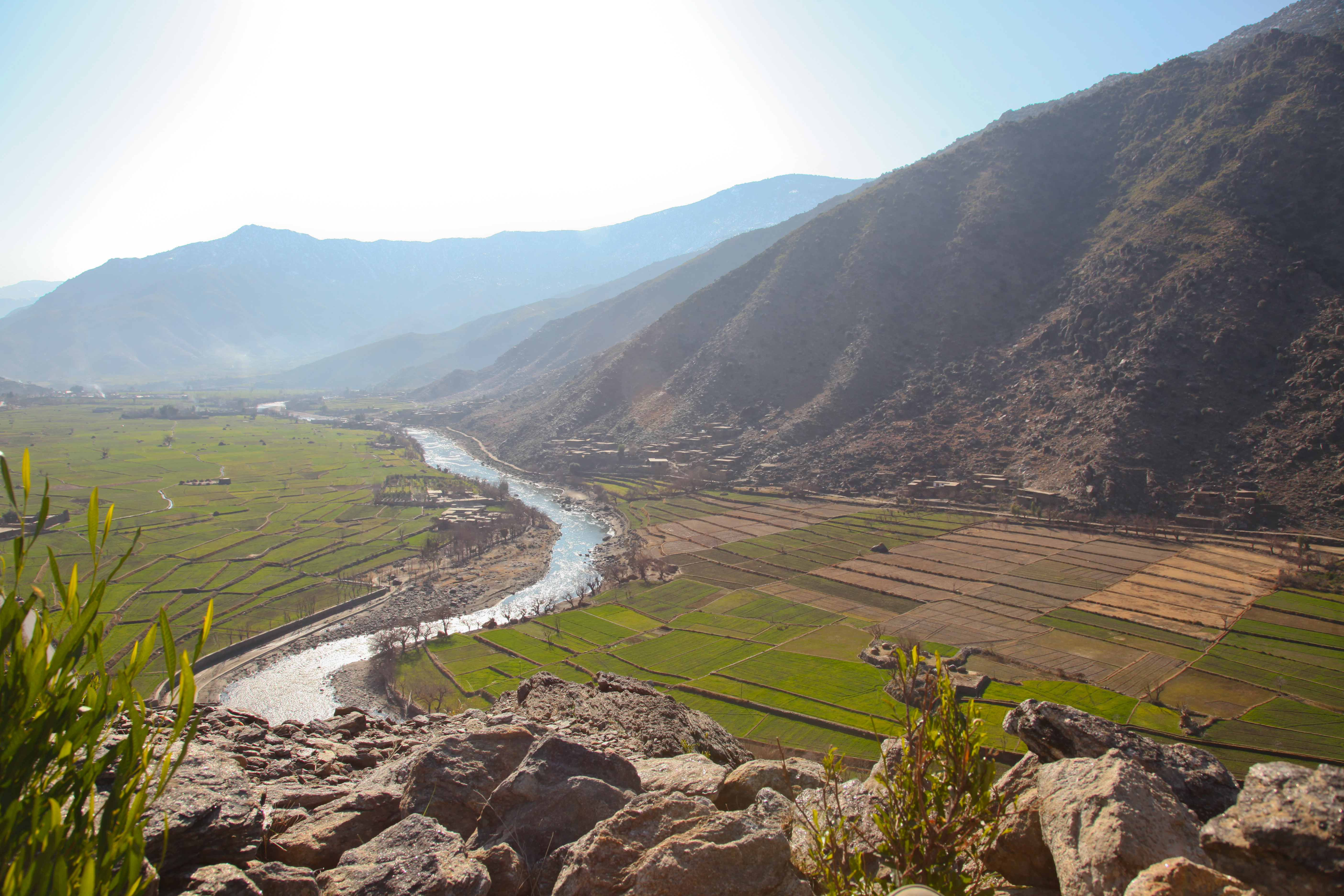
ولسوالی وته‌پور در ولایت کنر
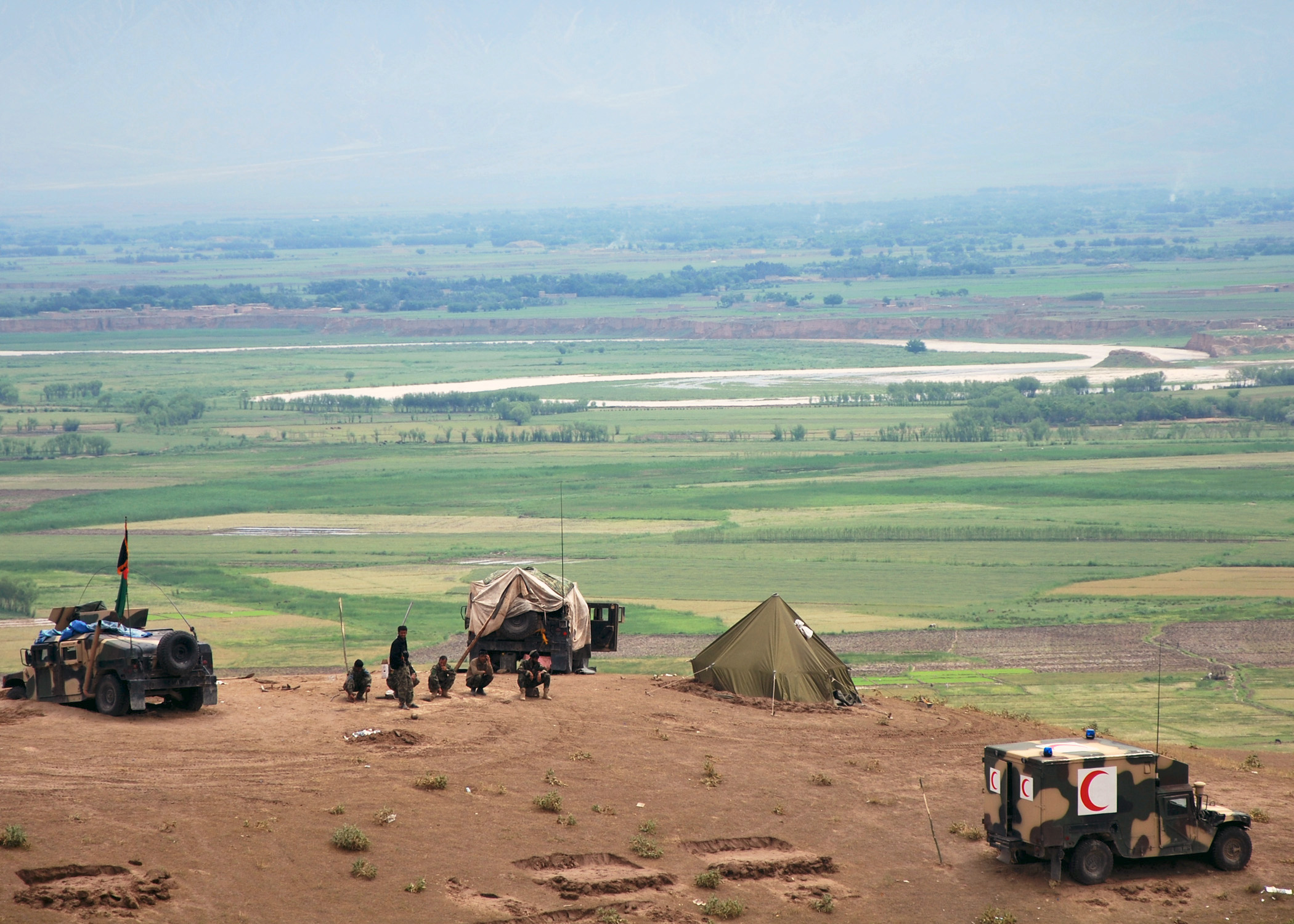
دشتی در ولایت بغلان
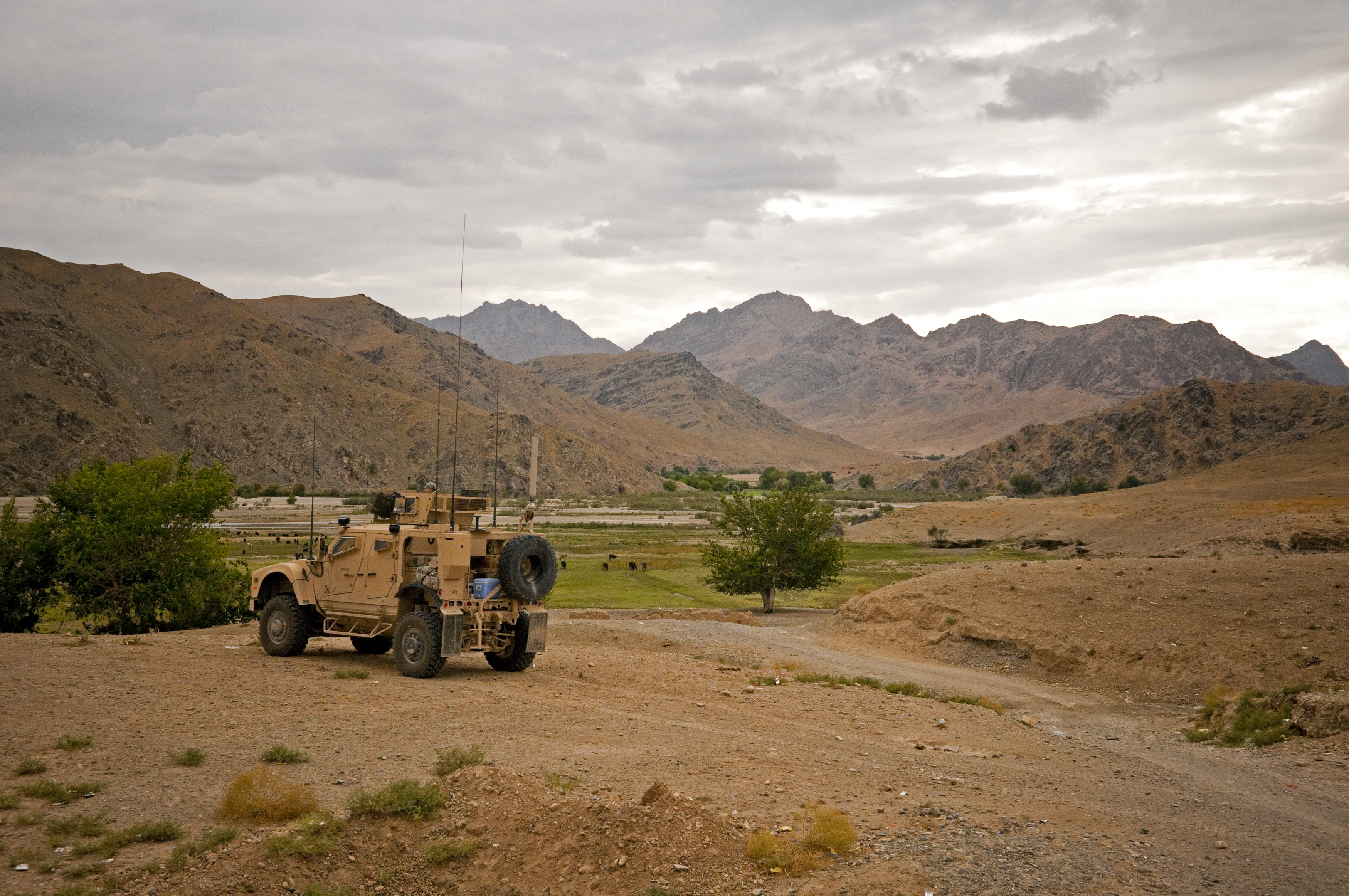
یک خودروی گشت امنیتی در ولایت زابل
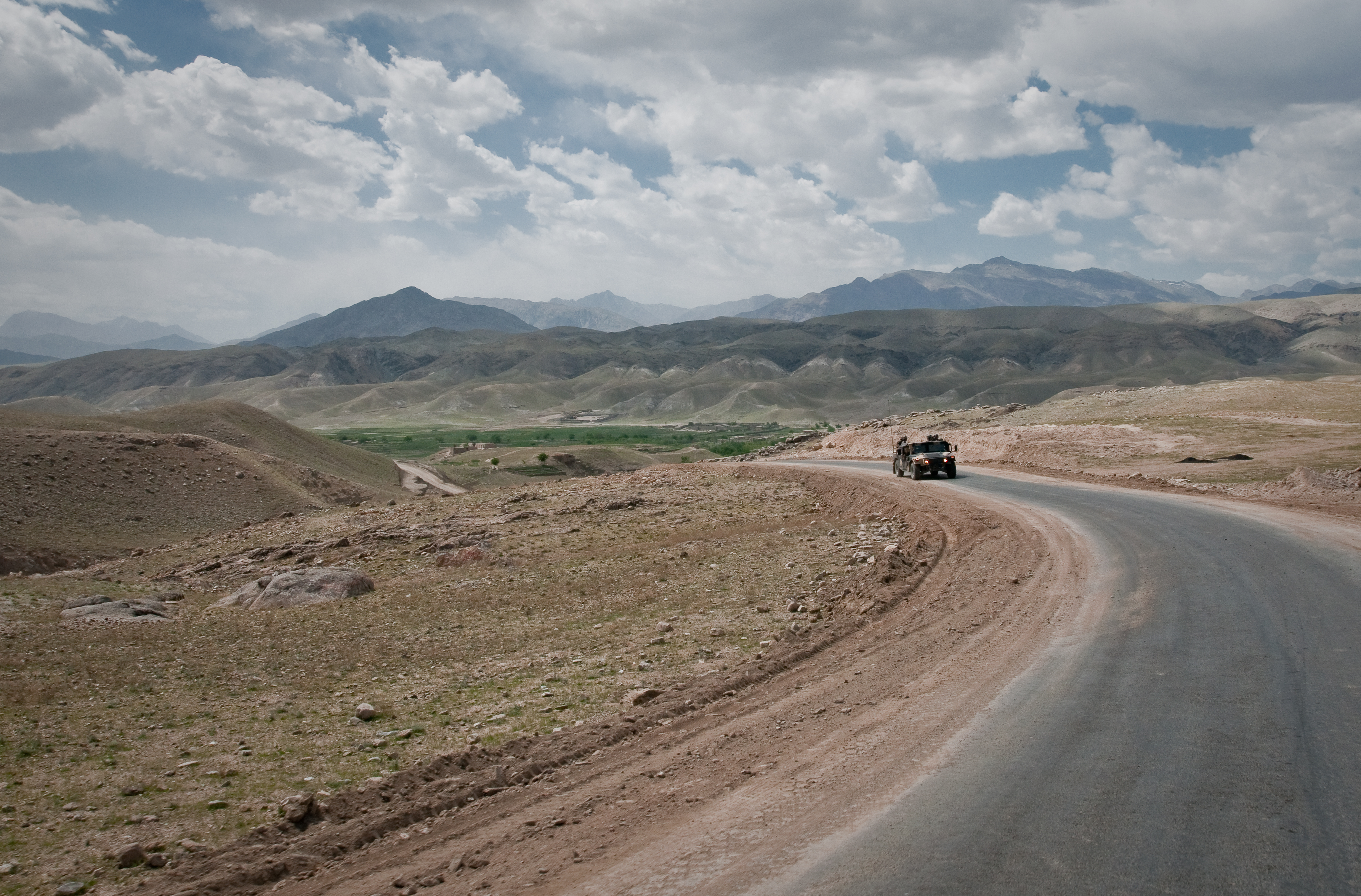
جاده‌ای که از میان دشت تگاب در ولایت کاپیسا می‌گذرد
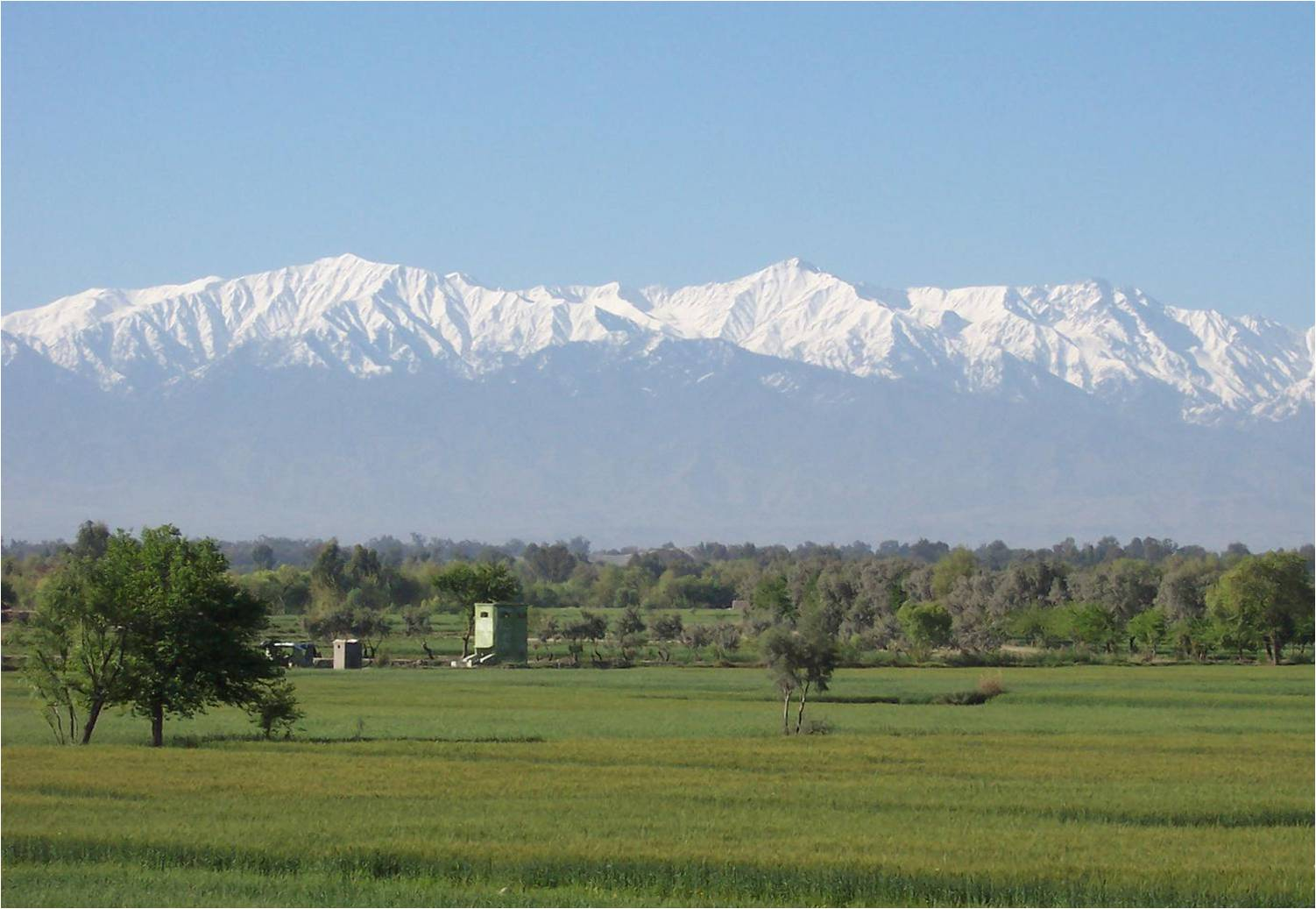
ولسوالی خوگیانی در ولایت ننگرهار
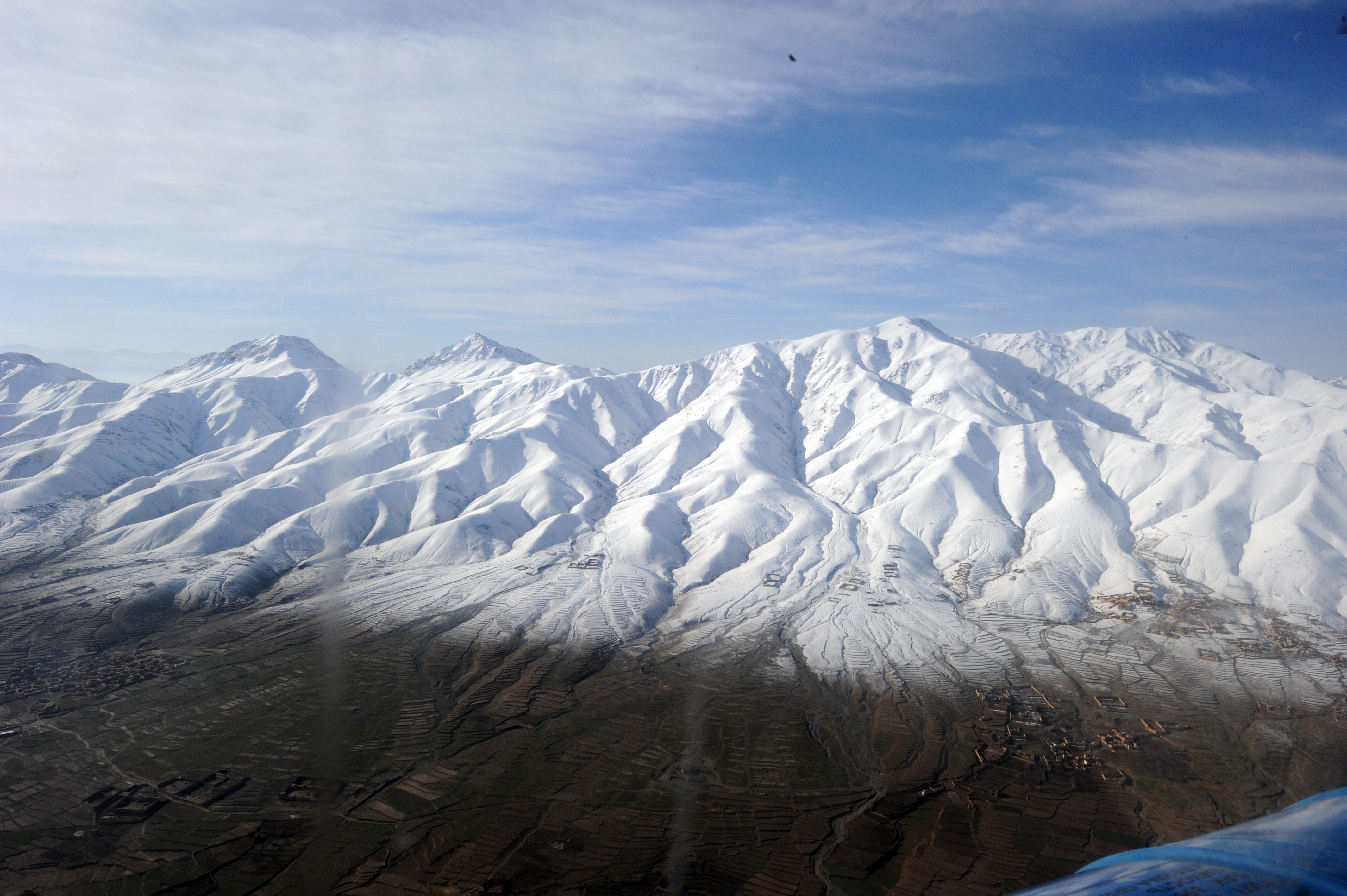
ولایت غزنی در شرق افغانستان
برف در ولایت زابل
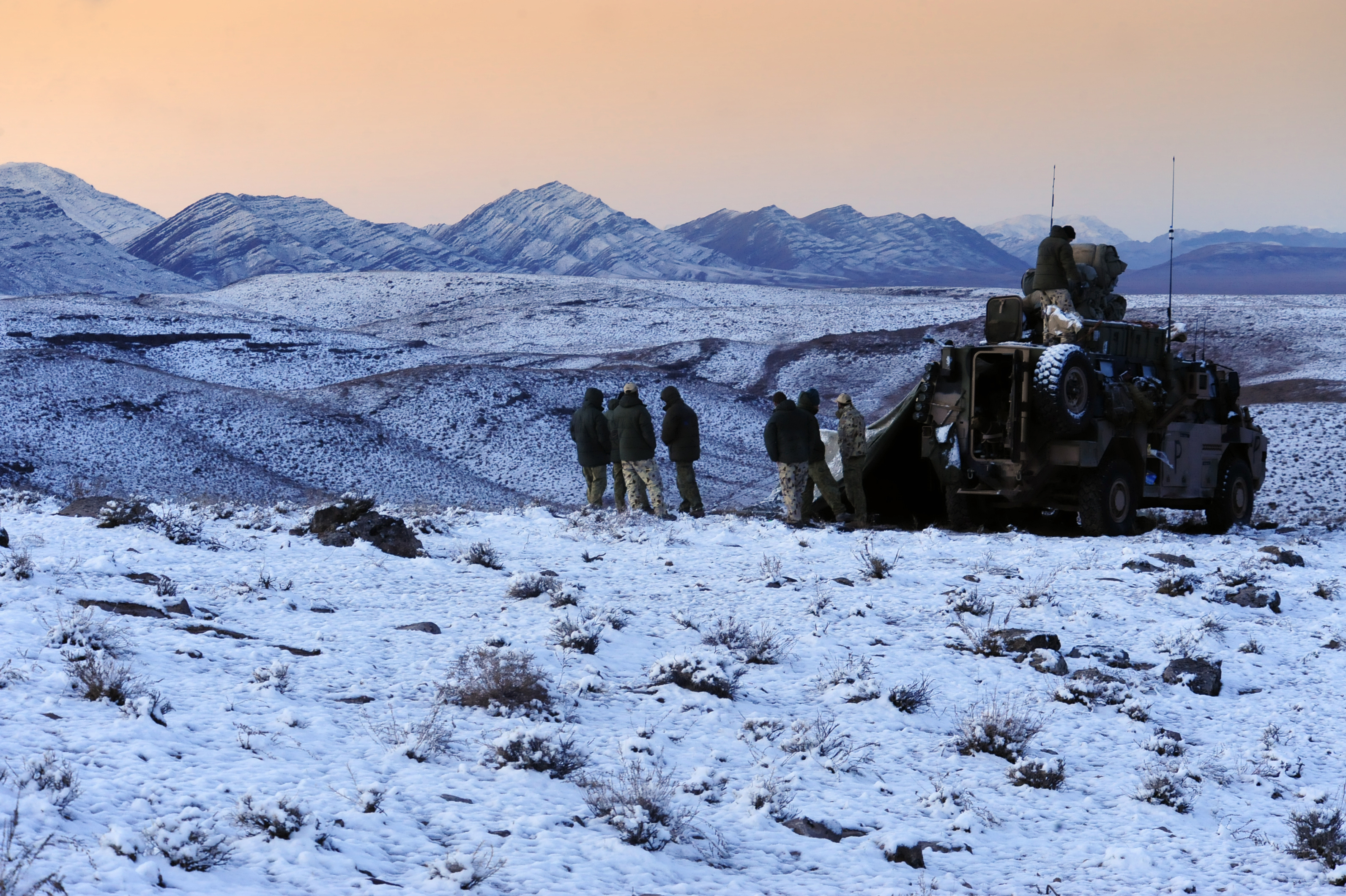
زمستان در ولایت اروزگان